# 西武20000系電車
西武20000系電車（せいぶ20000けいでんしゃ）は、2000年（平成12年）2月21日に営業運転を開始した、西武鉄道の通勤形電車。

## 概要
老朽化した101系（低運転台車）の代替を目的として導入された。設計コンセプトは「シンプル&クリーン」とした。製造は日立製作所が担当した。
144両が製作されたが、101系の代替車両数の104両より多くなっている。これは2000年度・2001年度に増備した2・3次車8両編成5本（40両）が池袋線中村橋 - 練馬高野台間の複々線延伸に伴う列車増発用として新製されたためである。
車両番号を10両編成では末尾を01から、8両編成では末尾を51からとしている。両者はSIVの容量を除き同一の仕様である。8両編成は10両編成から中間車2両（モハ20500形・サハ20600形）を抜いた構成とされ、このため20500番台・20600番台が8両編成では欠番となる。

## 車両概説

### 車体
6000系50番台車と同様にアルミ合金製であるが、本系列においてはダブルスキン構造の大型形材を摩擦攪拌接合 (FSW) 工法によって組み立てるという、後に日立製作所が提唱した「A-train」シリーズに近い設計となった。内装を始めとした各部の組立工法をモジュール化することによって製造時における工数削減ならびに低コスト化が図られるとともに、将来的な内装リニューアル工事施工時におけるコスト削減にも寄与するものとしている。またダブルスキン構造の採用によって車体強度が向上し、従来の車両と比較して車内外の騒音や振動が低減された。アルミダブルスキン構体でありながら、従来車に準じる窓寸法や、JR東日本の車両（209系等）に近い扉間隔、Cカットのない妻面形状や裾部のR処理など、独特な車体となっている。
先頭車の前面は、地下鉄乗り入れ運用を考慮しない自社線内専用車両であることから、貫通扉（非常扉）のない非貫通構造とした。前頭部は普通鋼製のモジュール構造で、20本のボルト結合により構体部分と固定されている。前面窓は大形の1枚ガラスを採用、配色は黒色を基本とし、中央下部にはエレガントブルーを配してアクセントをつけた。また本系列では乗務員室内の機器収納や操作性を考慮し、先頭車の全長を270 mm長くしている。
側面はFSW工法の採用により見栄えや品質が向上したことから無塗装仕上げとし、側面にはエレガントブルーと白の2色帯（幕板部は青のみ）が客用扉部分を含めて配されている。6000系に準じた配色であるが、青色の色調が変えられている。寸法面では扉間の距離が従来の3,500 mmから3,620 mmへ拡大され、これによって車端部の窓が625 mm幅に縮小された。なおこのほかの窓寸法は従来と変わらず、床からの距離は800 mm、高さは950 mmで、2連下降窓の横幅は1,897 mm（窓915 mm、縦桟67 mm）である。また本系列より車端部の窓が固定窓となっている。
前照灯は丸型のシールドビームを採用し、LED式の後部標識灯とともに同一ケース内に収めたものを、前面腰部に左右一箇所ずつ配置した。7次車は前照灯にHIDを採用したが、後に他編成と同様のシールドビームへ改造された。前照灯は2019年度に全編成でコイト製の多灯式白色LEDへ換装されている。
前面および側面の行先・種別表示器は、いずれもLED式の行先・種別一体表示型である。またLEDの長寿命化を目的として、走行中は側面表示を消灯する機能が実装されている。当初LEDは3色式であったが、2015年から2016年にかけて全編成がフルカラー式に更新された。
当初は床面高さが1,180 mmであったが、4次車からは30 mm低い1,150 mmとなり、車体全体が下げられている。前面の連結器高さなどは維持されるため、連結器部分の切欠きが深くなり、前面のステップが相対的に高くなった等の差異がみられる。

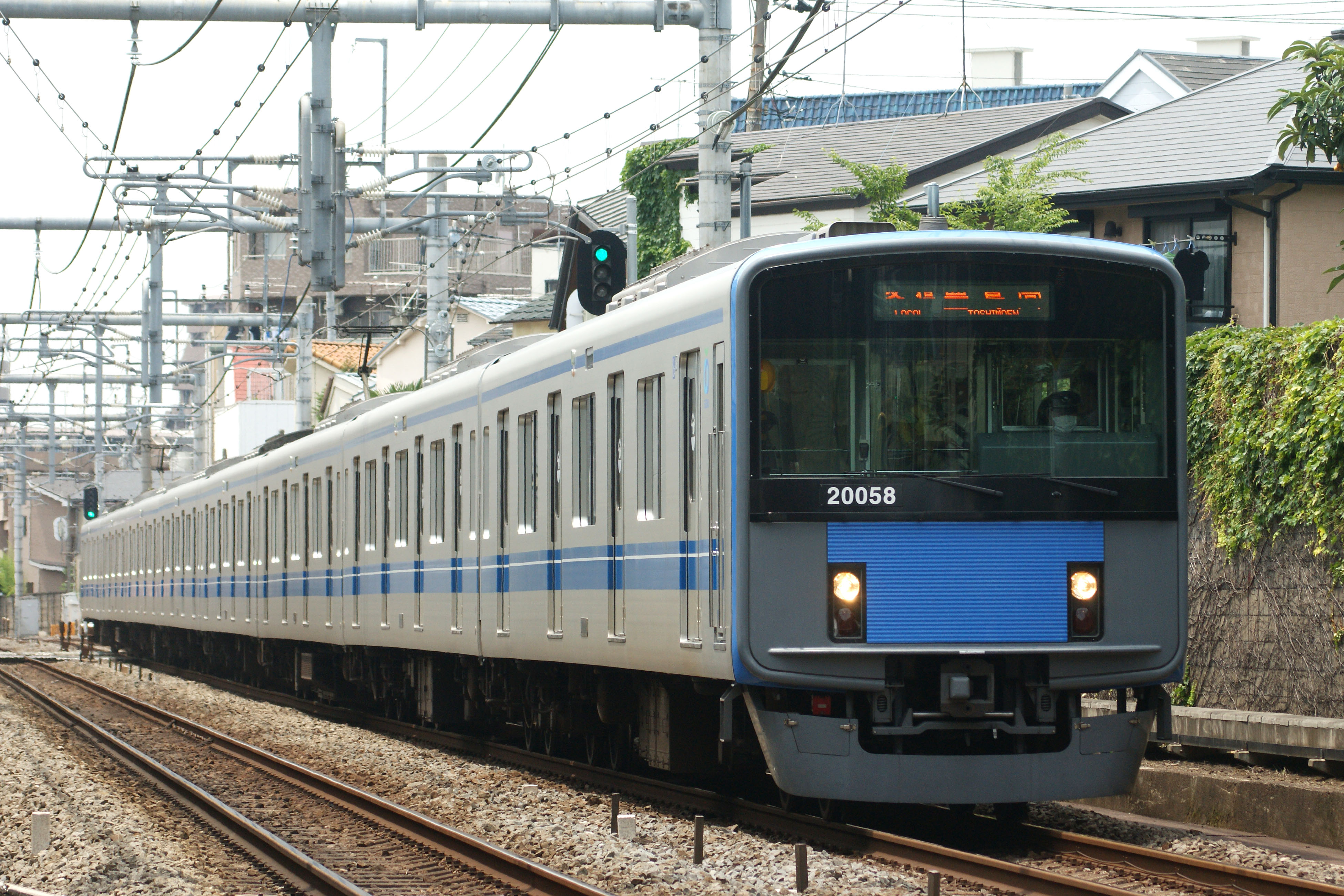
前照灯と行先・種別表示器が未更新の頃の20000系電車 （2008年6月 椎名町駅 - 池袋駅間）
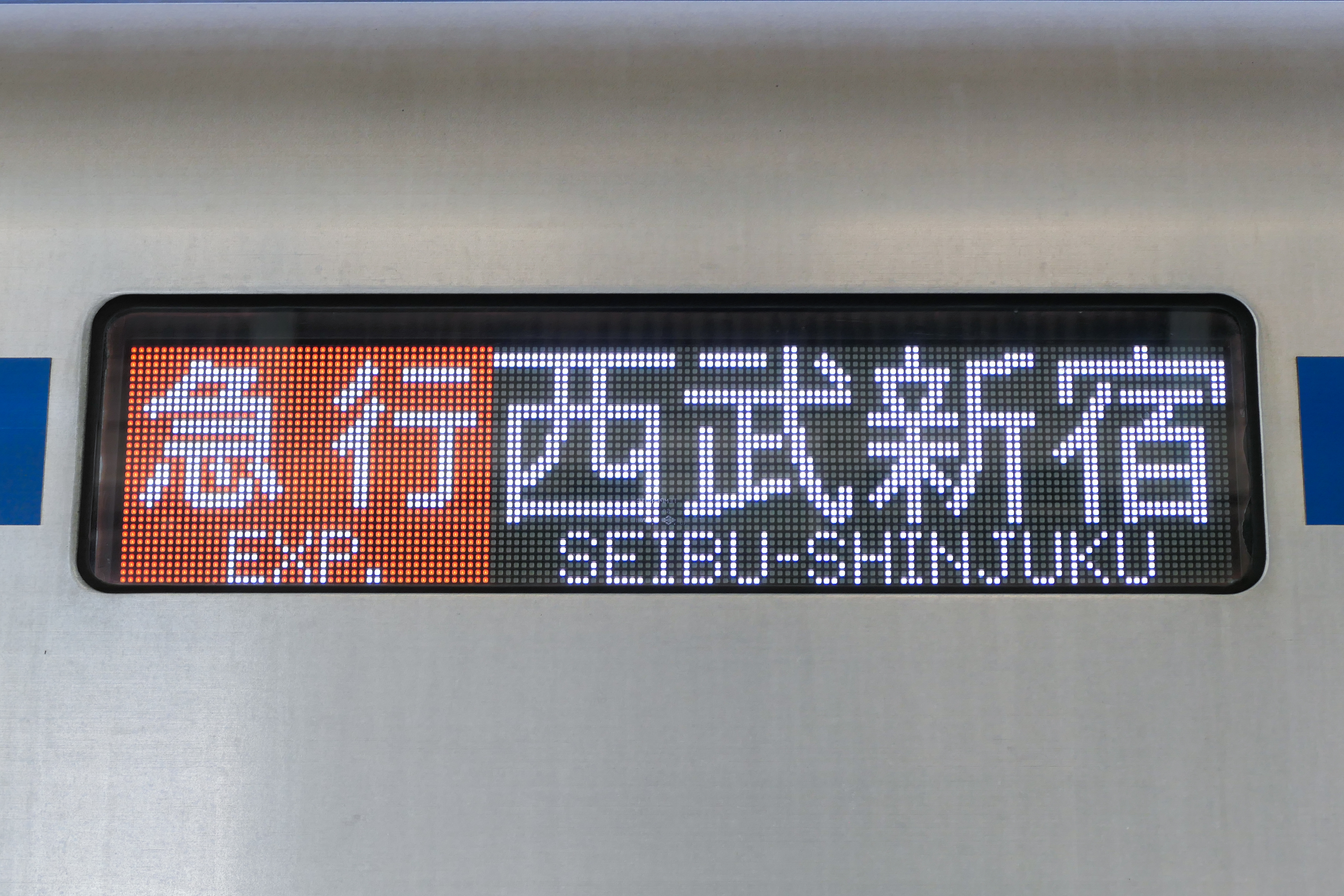
フルカラーLED式の行先・種別表示器 （2022年6月）

### 車内
車内はダブルスキン構体の一部であるマウンティングレールに モジュール化した内装材をボルトで固定する方法を採用している。内張りとなる化粧板は白色系を採用し、床敷物はグレーを基調とした濃淡柄とした。天井にはフェノール発泡体を芯材にアルミ板と化粧板で挟んだパネル材（複合材料）を使用し、従来の天井骨組みを省略することで軽量化を図っている。
座席はロングシートで、本系列では新たに片持ち式のバケットシートとし、さらに一人あたりの掛け幅を全て460 mmとして従来車より20 mm程度拡大した。通常部のモケットは青色で区分柄入り、シルバーシート（現・優先席）部のモケットは従来通りの灰色である。袖仕切りは6000系に続き板とパイプの組み合わせとされたが、板部のモケットは省略されている。5次車以降は大型の一枚板に変更された。スタンションポールは増備途中から装備され、4次車では7人掛け座席部の中央に1本、5 - 7次車では7人掛け座席に2本、4人掛け座席に1本設置されている。3人掛け座席には設置されていない。優先席は各号車の車端部に設けられており、奇数号車は池袋・本川越寄り、偶数号車は飯能・西武新宿寄りに配置されている。当初は妻面に向かって左側のみの配置であったが、後に右側も優先席となった。
車椅子スペースは8・10両ともに編成両端の4両に各1ヶ所設置している。新たに設置された先頭車は運転台寄りで飯能に向かって左側、中間車は6000系等と同じく編成中央寄りの車端部で飯能に向かって右側に配置されている。同スペース部は安全手すりと非常通報器を設置するとともに側窓を固定窓とし、また吊手を高くしている。5次車以降では先頭車のみ、収納式座席を設置している。
床面はグレーをベースにフットラインを表現した模様が入れられた。しかし1次車は材質が異なるようで極端に黄変が進んでいる。また5次車からは色調が若干濃く変更された。
つり革は本系列より扉間の中央部に枕木方向で2つ（1両あたり6つ）が追加されたほか、車端部のつり手棒の支持が妻面から天井へと変更されている。つり革の高さは1,630mmが標準で、扉付近等は1,820 mm、荷棚高さは1,800mm。5次車以降は優先席部でつり革・荷棚の高さがともに100mm低下している。
車端部の妻窓は引き続き設けられたが、本系列では戸袋以外も固定式となった。貫通扉は窓寸法が上下に拡大されている。
このほか、車内の案内装置としては自動放送装置、ドアチャイム、LED式案内表示器、冷暖房表示灯を装備している。非常通報装置は乗務員と相互に通話が可能なもので、通報器は車椅子スペースの有無にかかわらず各車2台が設置されている。
1・2次車の計4編成は窓ガラスに韓国・ハンファ化学製のものが使用されているが、その後製造された車両は日本製のガラスを使用している。
車内の様子（1 - 4次車）

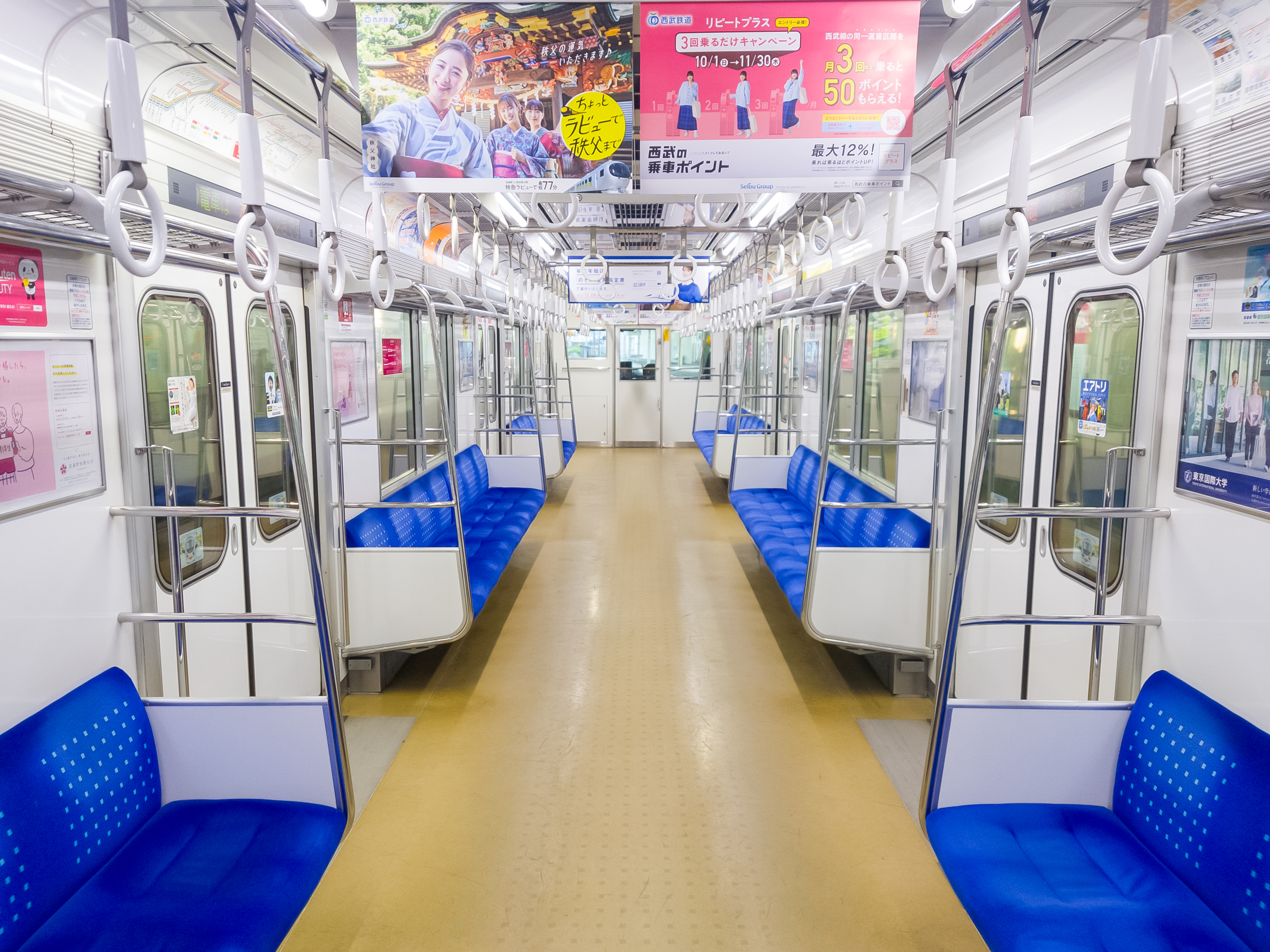
1次車の車内（クハ20101） 床面の色が異なる。
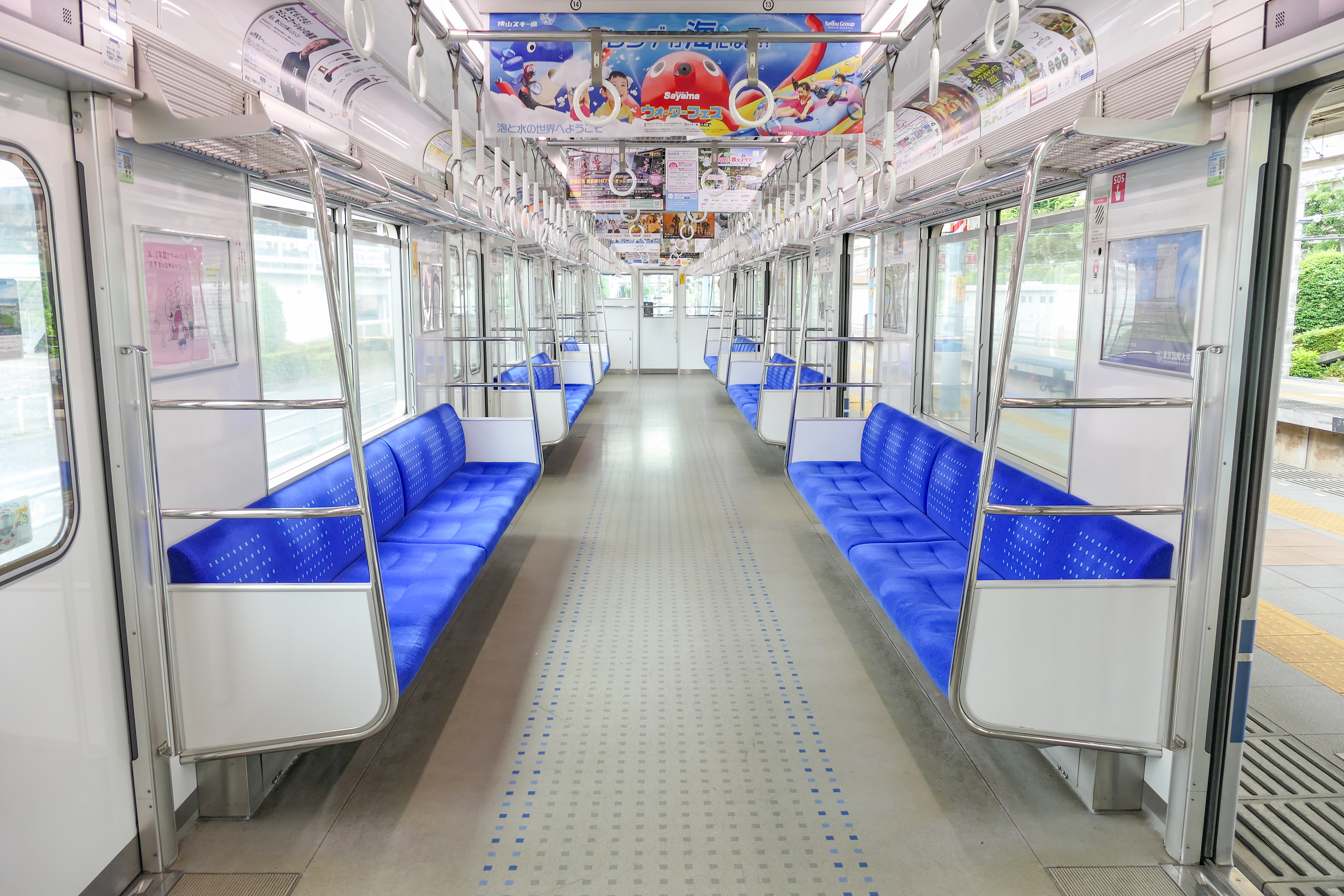
車内全景（3次車 クハ20154）
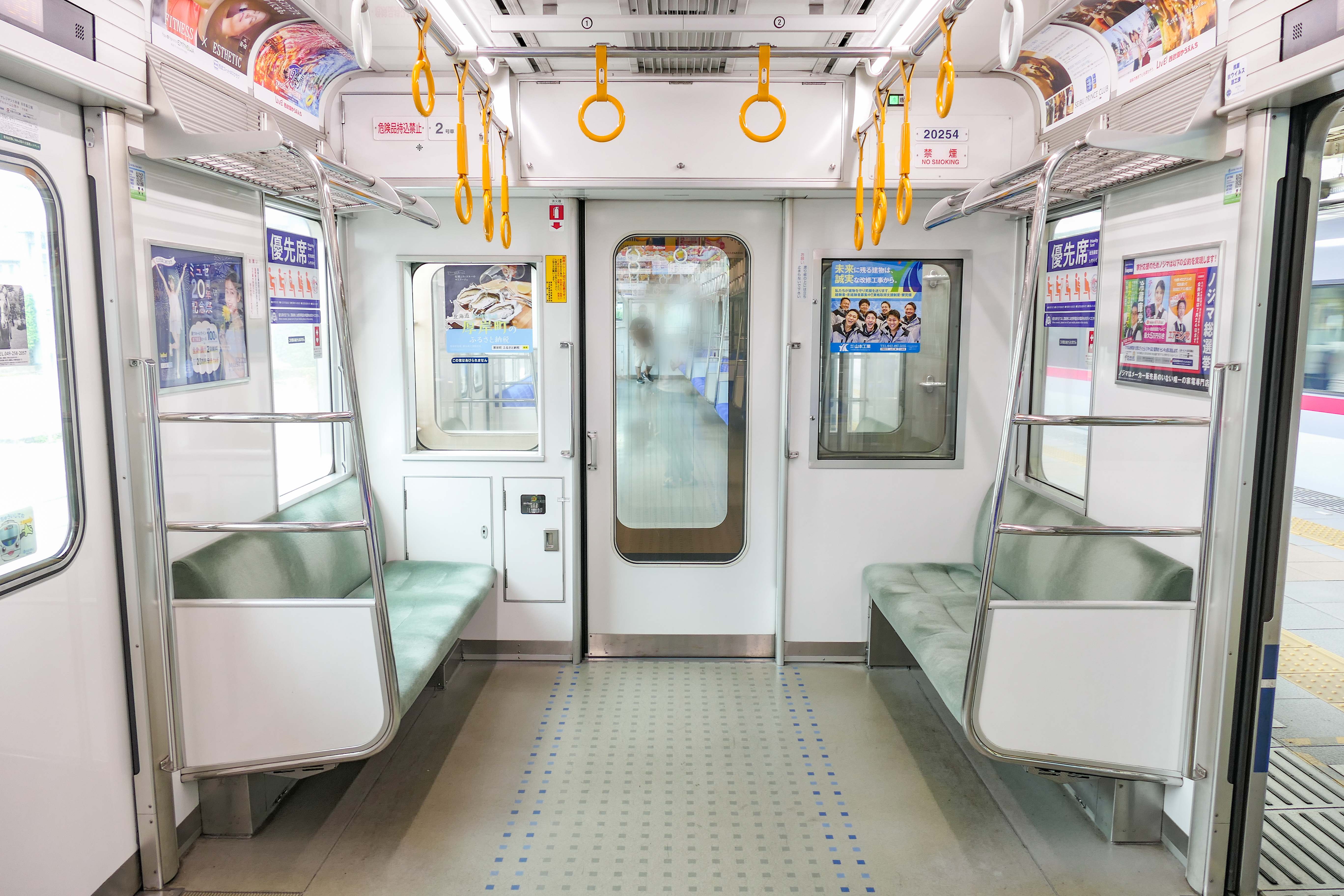
車端部の優先席（3次車 モハ20254）
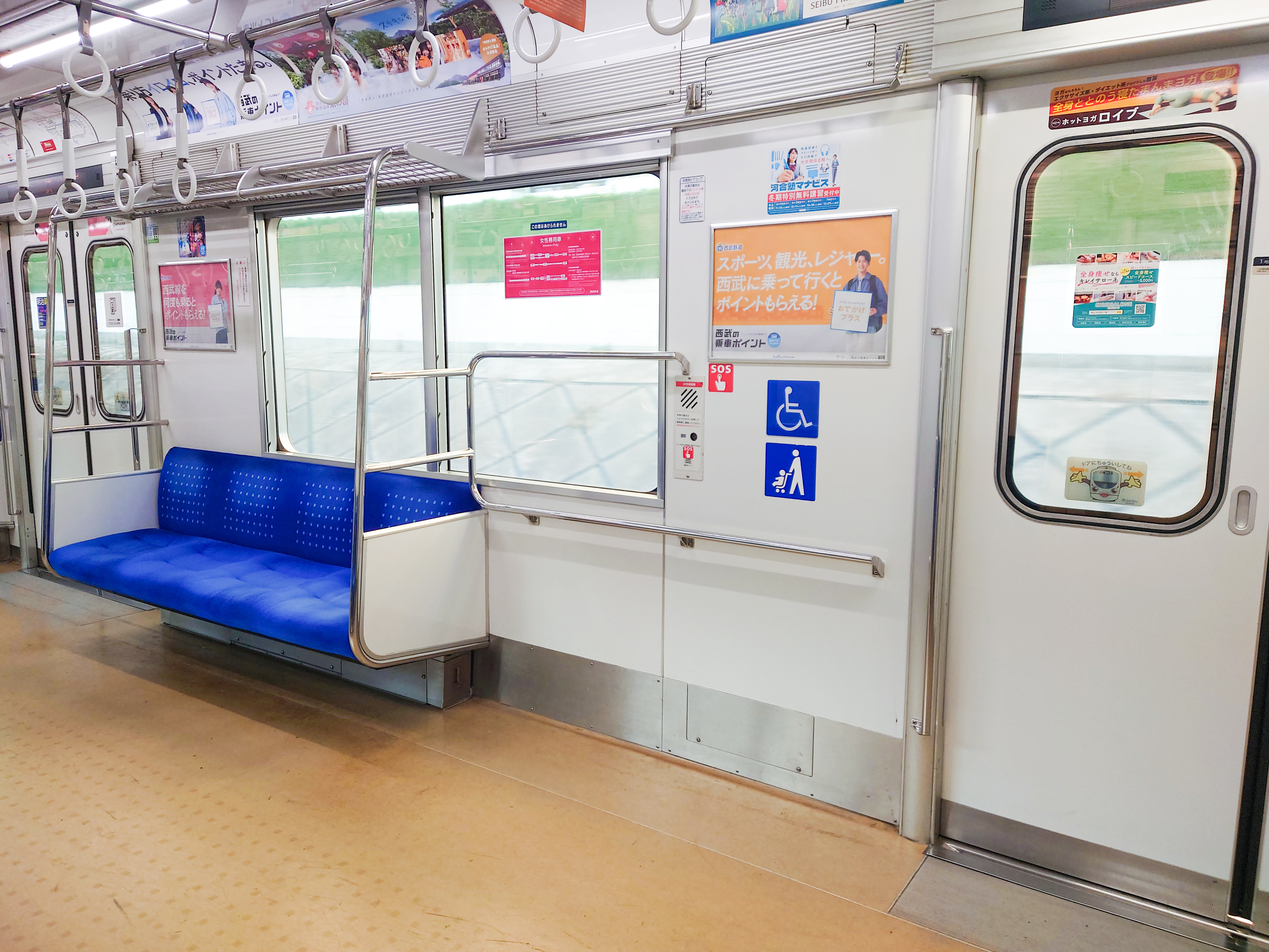
先頭部の車椅子スペース （1次車 クハ20101）

車内の様子（5 - 7次車）

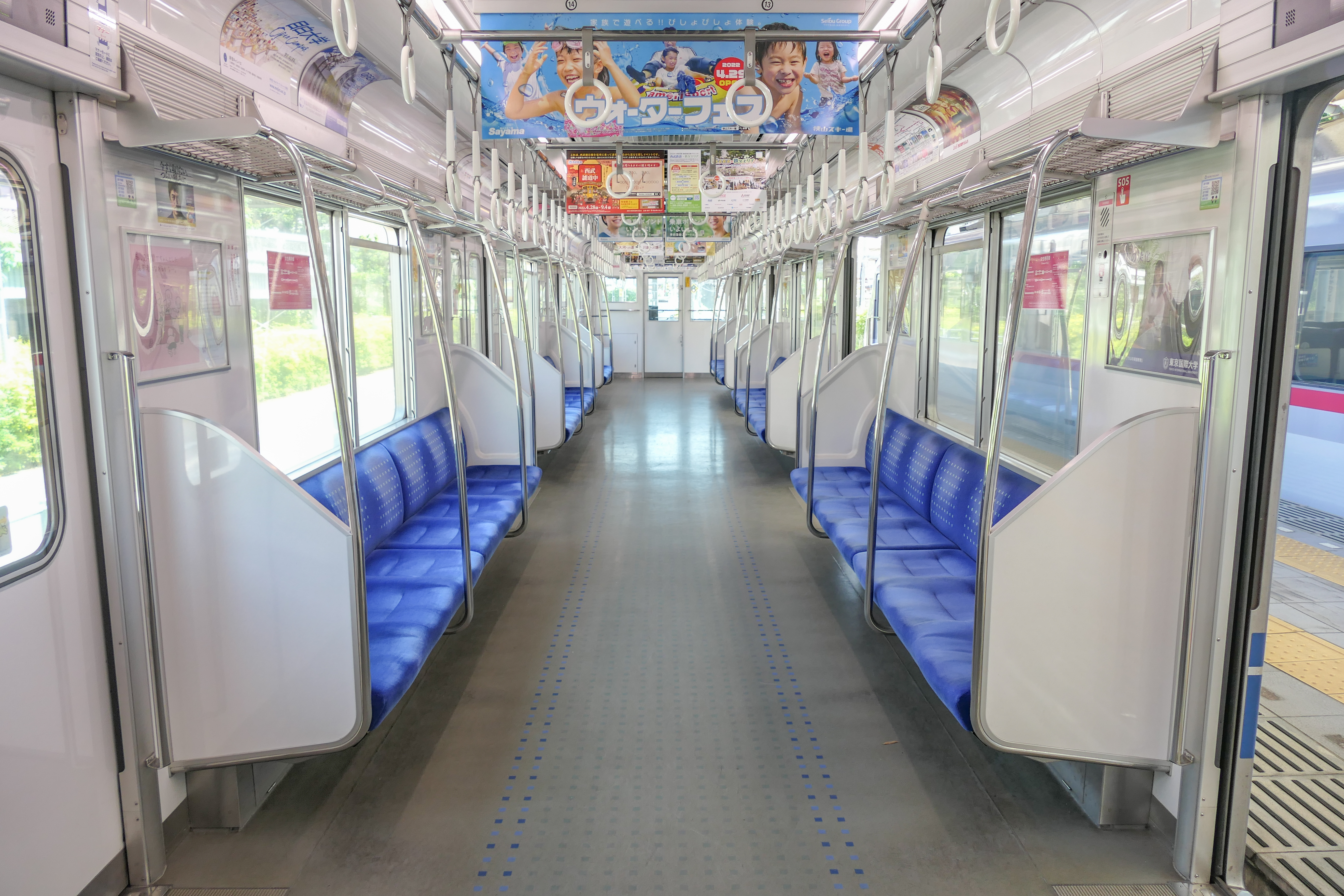
車内全景（7次車 クハ20108） 大型化された袖仕切りが目立つ。
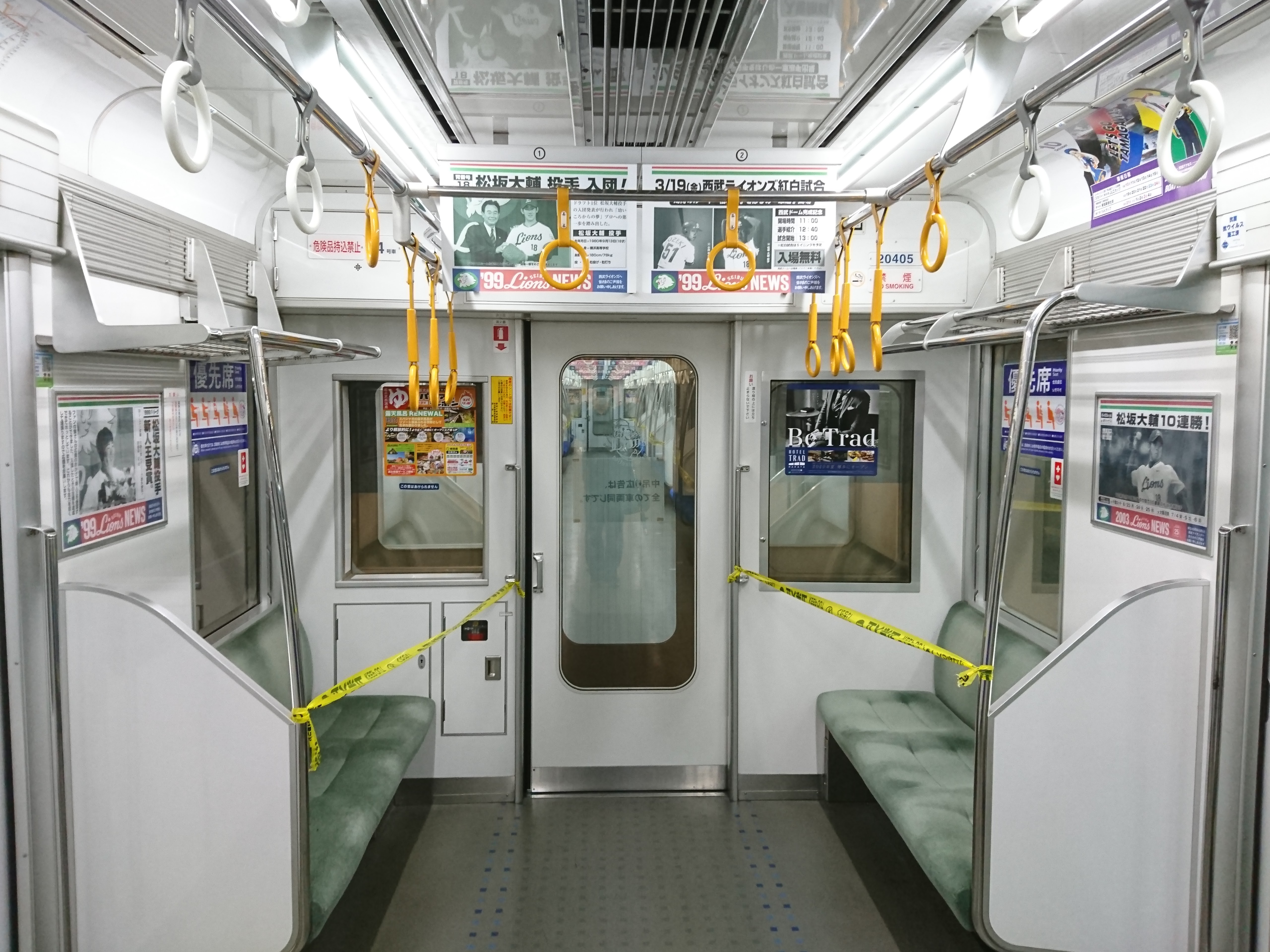
5次車の優先席（サハ20405） 左側は当初より優先席だった箇所で、荷棚・吊手が低い。 右側は後に優先席となった箇所で、一般席と同じ構造を有する。
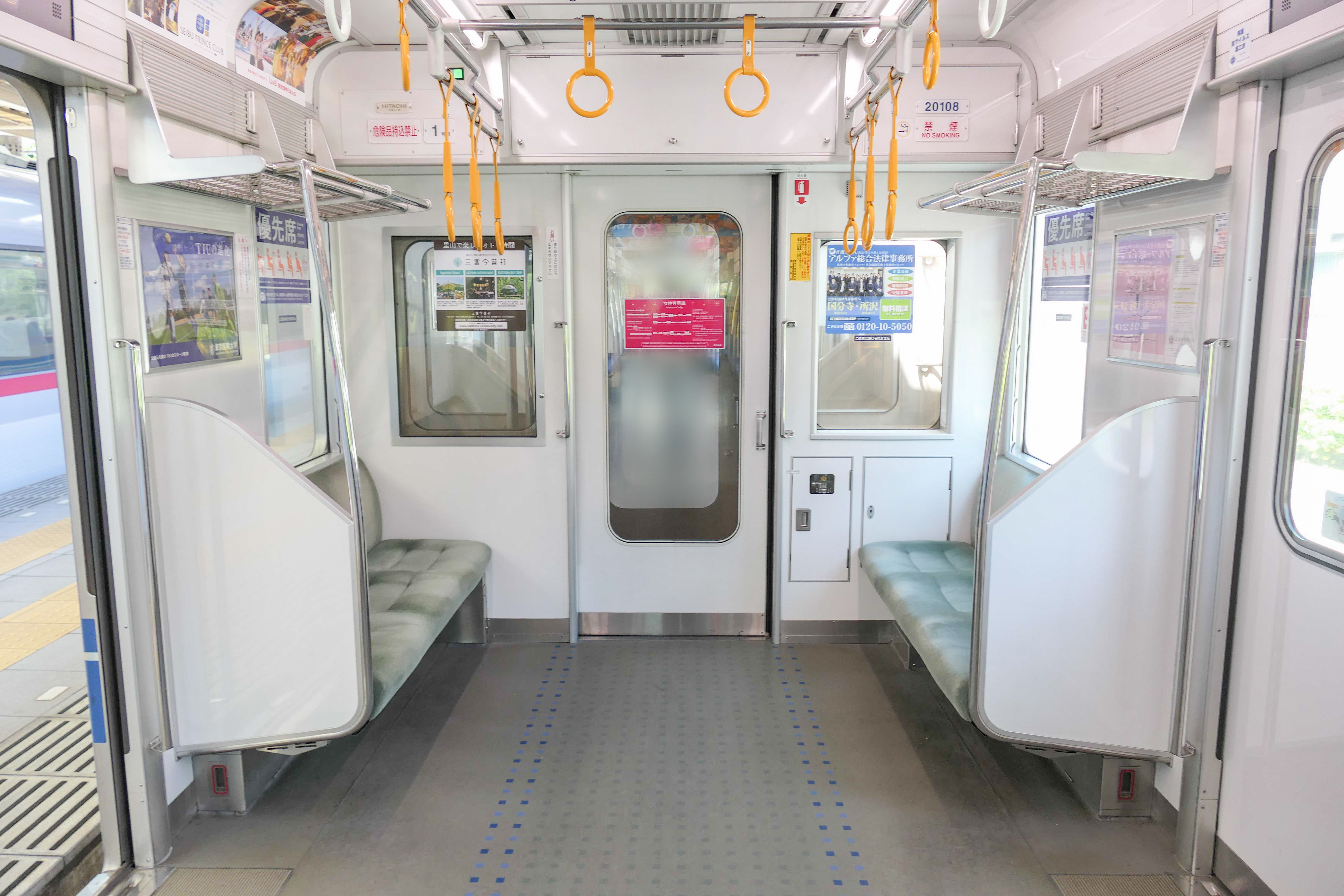
7次車の優先席（クハ20108） 両側とも荷棚・吊手が低い。
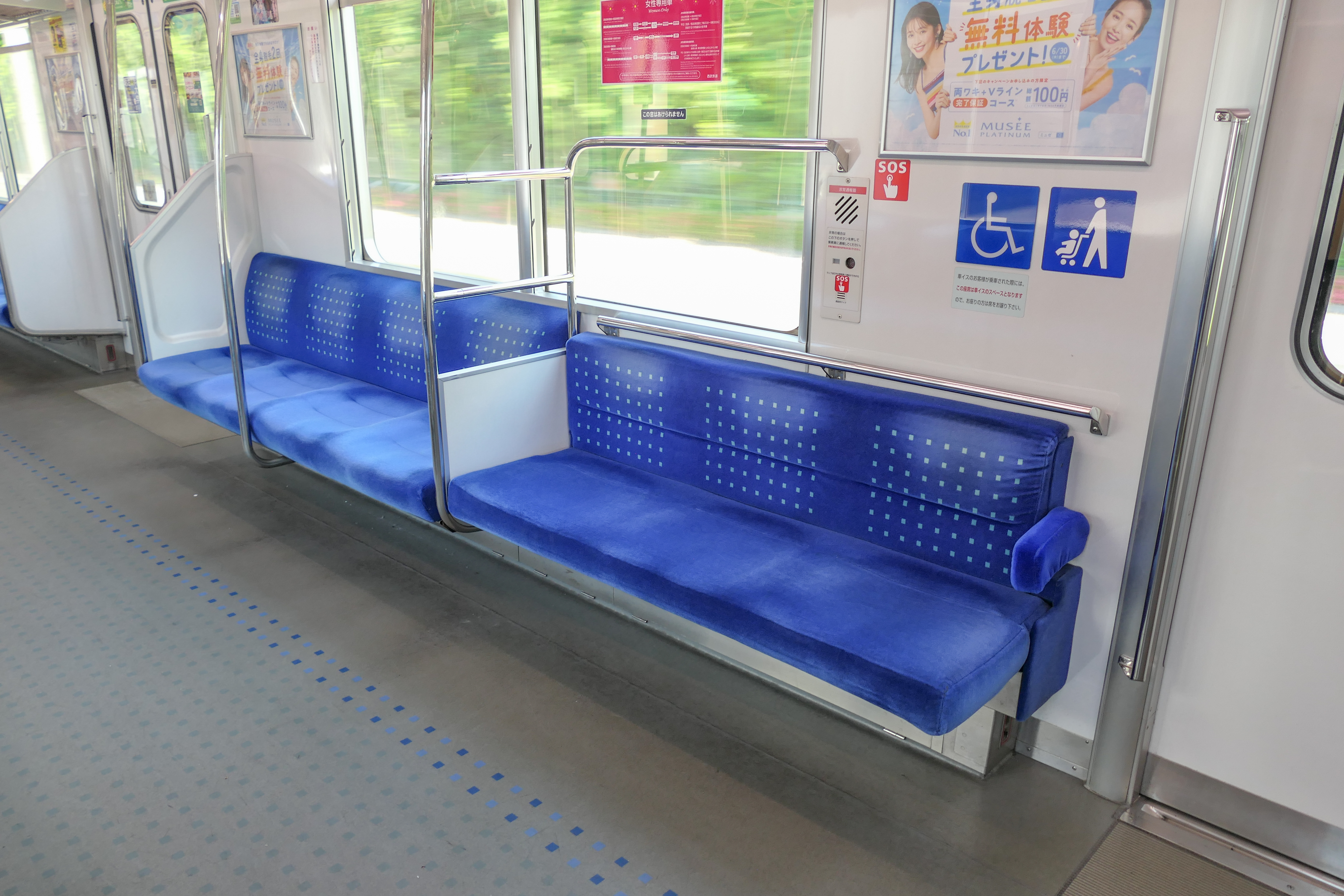
先頭車の車椅子スペース （7次車 クハ20108） 収納式座席を引き出した状態。
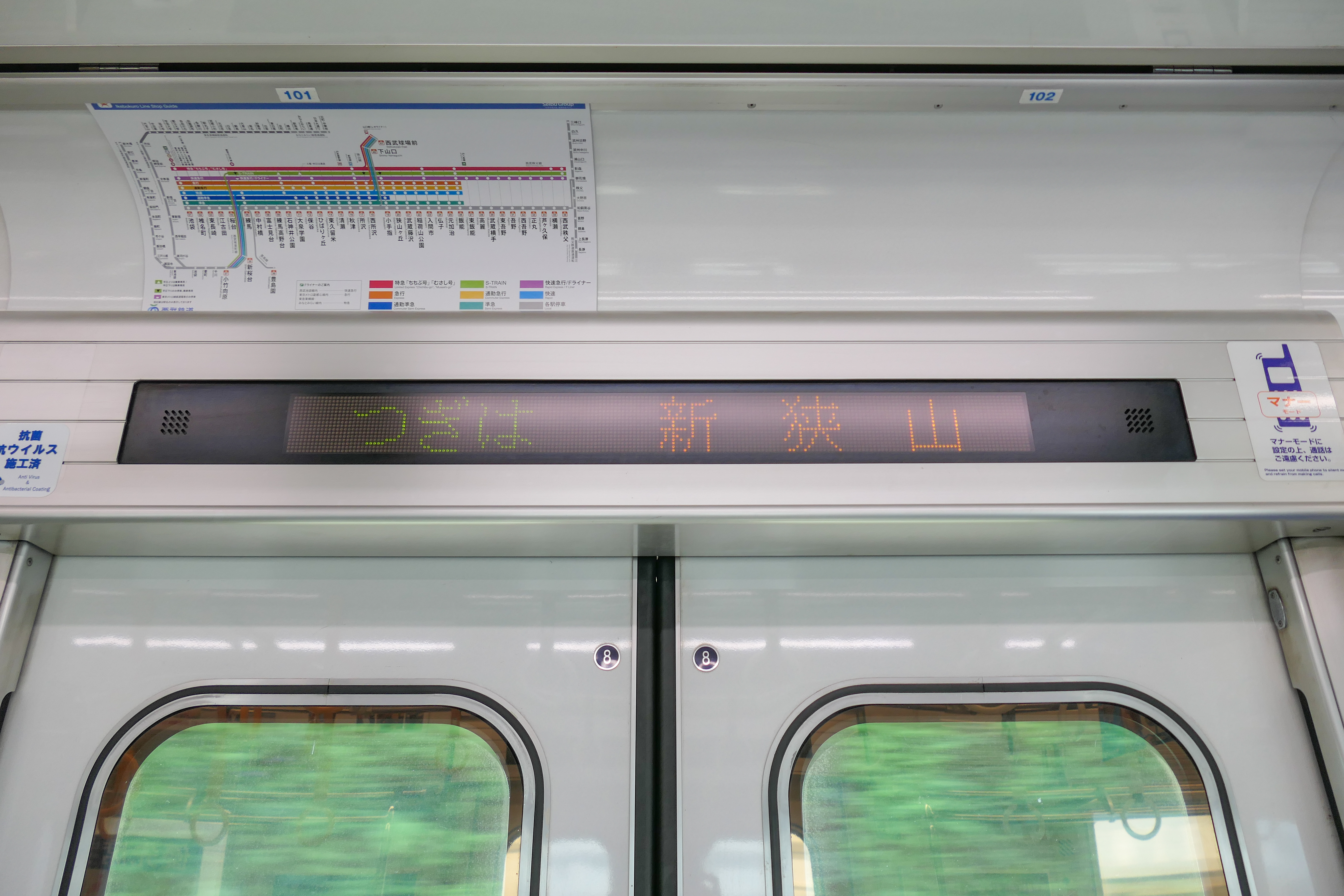
車内案内表示器（7次車 クハ20108） 製造時期による目立った差異はない。

#### 乗務員室
主幹制御器は、左手操作式ワンハンドルマスコンを採用、段数は力行4ノッチ・制動8ノッチ(非常ブレーキ込み)となる。
警笛は空気笛に加え、西武鉄道の一般車両では初めて電子笛も搭載した。全車両が高音タイプとなっている。
運転台右側にはモニタ装置のモニター画面が設置してある。モニタ装置は日立製作所製の高機能車両情報装置「ATI」が採用された。従来から搭載されている機器の状態表示と乗務員支援機能に加え、新たに出庫点検、自動検査、動態記録などの機能が付加されている。力行・ブレーキ・放送や案内表示などの制御指令もこの装置を用いており、引通し線の減少により軽量化や省メンテナンス、乗務員への負担軽減などが図られている。伝送速度は3.2Mbpsとなる。
乗務員室の仕切りは、客室から見て左から小窓・大窓（仕切り扉）・大窓の仕切り窓が3枚並んでいる。すべての窓に遮光幕が設置してある。

### 主要機器
制御装置は日立製作所製のIGBT素子を用いた3レベルVVVFインバータを採用し、機器の低騒音化が図られている。トルク制御にはベクトル制御方式を採用し、高い粘着性能が確保される。1C4M2群方式のVFI-HR1815BをM1,M5に、1C4M1群方式のVFI-HR1415AをM3に搭載、1編成あたりの台数は10両編成では計3台、8両編成では2台となる。一般的に1C4M2群の装置と1C4M1群の装置では外観が大きく異なることがほとんどだが、本系列では同一の筐体を用いており、外観上の差異は網目内部のパワーユニットの有無程度である。
1C4M2群の装置では不良時に当該の1群を開放し、残りの1群で運転を継続できるよう冗長性を高め、自動高加速制御を行う方式とした。また60km/h以上の速度域における加速性能の向上の他、20km/h以上の速度における定速度制御を可能とするなど運転操作性を向上させた。さらにモニタ装置との連携による自動検査機能も備えられ、省メンテナンスも図られている。
主電動機は135kW出力の日立製作所製のかご形三相誘導電動機で、回転子はアルミ鋳物を採用。埃の溜まりにくい構造とした。
制動装置はナブテスコ製のHRDA-1回生ブレーキ併用電気指令式空気ブレーキである。このほか、保安ブレーキと降雪時に使用する圧着ブレーキ（耐雪ブレーキ）を装備する。4次車からは全電気ブレーキ対応とされ、既存の編成についても後にソフトウェアの変更で対応改修が実施された。
補助電源装置には三菱電機製のIGBT素子使用の静止形インバータ (SIV)を採用した。モニタ装置連携による自動検査機能を装備する他、不良時には自動でリセット、受給電装置が働く方式とされた。10両編成では180kVA出力のNC-WAT180A、8両編成では140kVA出力のNC-WAT140Aを、ともに編成で2台（M2,M6に各1台）搭載している。
電動空気圧縮機はSIVと同じく編成に2台、M2・M6に各1台搭載している。20101編成のみT2車にも搭載していたが、後に撤去された。
当初はナブコ→ナブテスコ製で、1・2次車および3次車のM2はレシプロ式のA1544B-HS20-4を、3次車のM6および4 - 7次車はスクリュー式のAR1444-RW20を搭載し製造された。なおHS20-4については、モハ20353 - 20356の4両を残して早期段階でRW20へ換装されている。その後2019年度から2022年度にかけて三菱電機製のオイルフリースクロール式URC2000HD-Iへ換装、統一された。
圧縮機に付帯する機器として、本系列では除湿装置が空中糸膜式に変更されたほか、RW20はアフタークーラーを本体に内蔵、URC2000HD-Iでは起動回路・除湿装置・アフタークーラーが本体に内蔵されている。

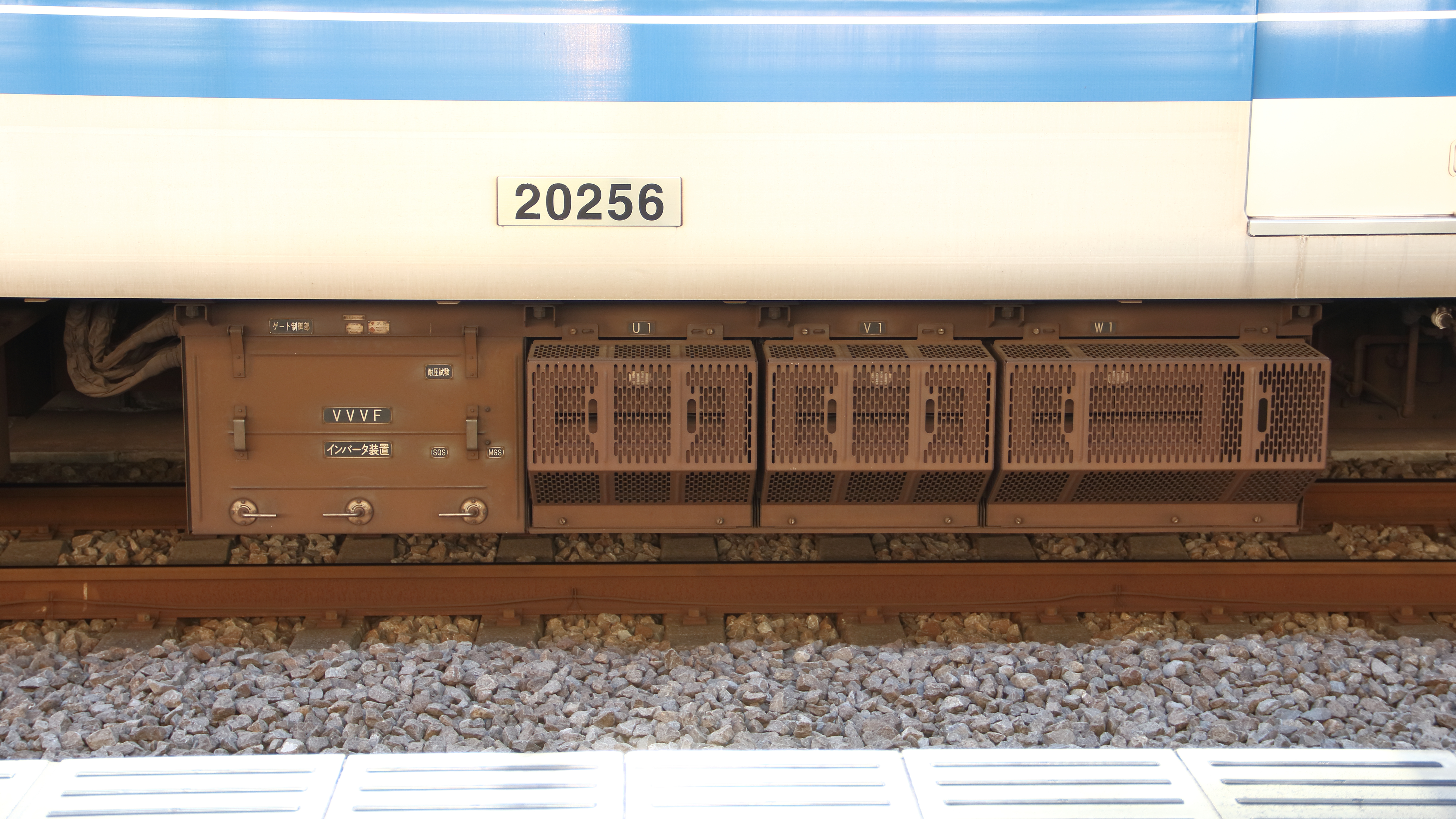
日立製作所製 VVVFインバータ装置 （1C4M2群/VFI-HR1815B）
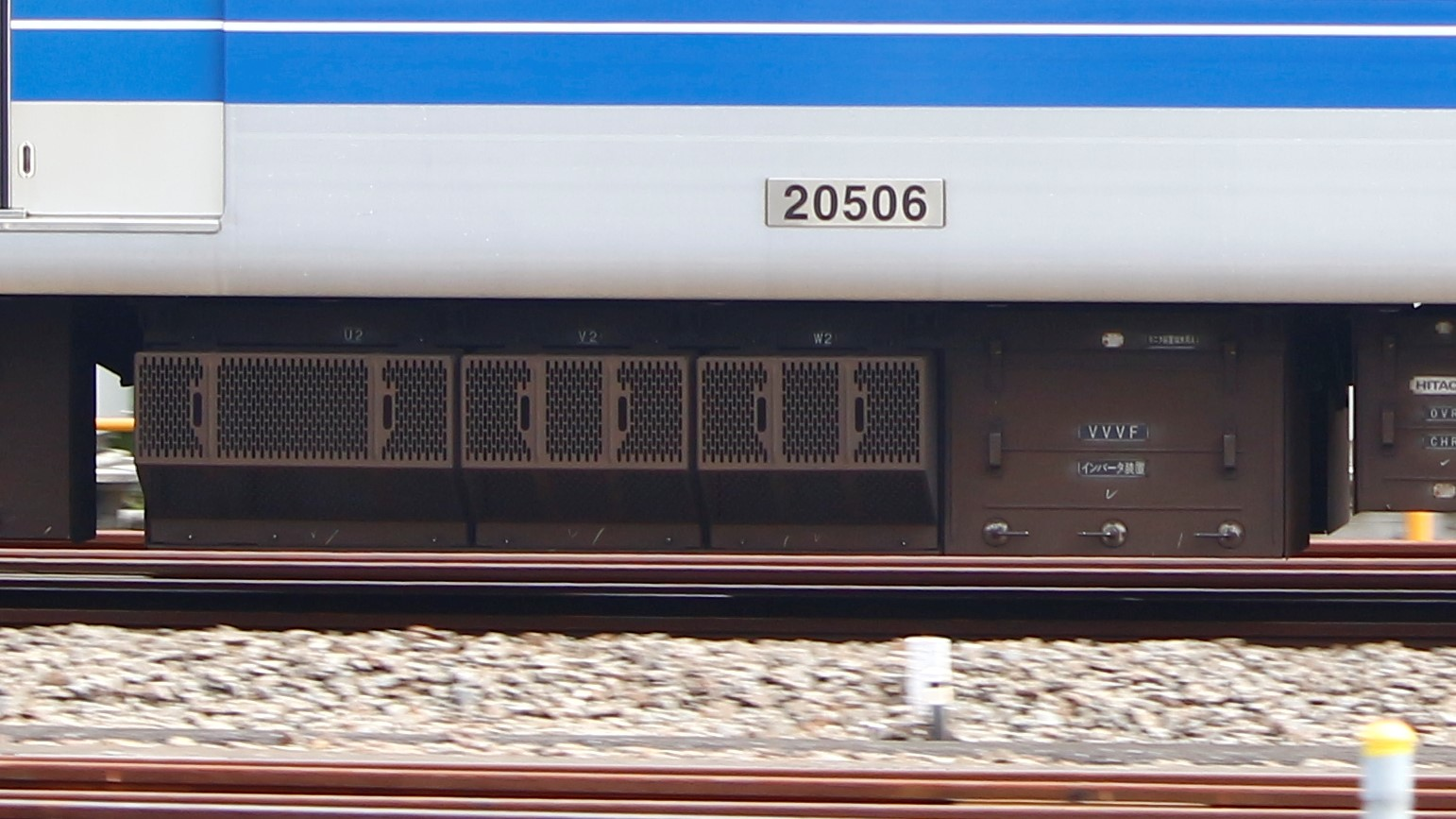
VVVFインバータの逆サイド（1C4M1群/VFI-HR1415B） 網目の中が空になっている。
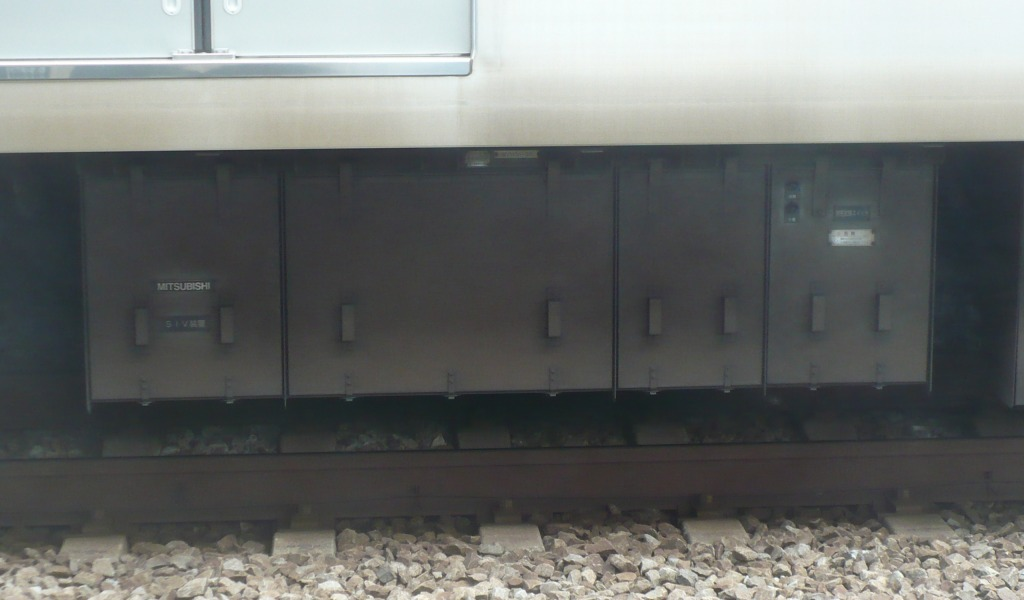
三菱電機製 SIV装置 （140kVA/NC-WAT140A）
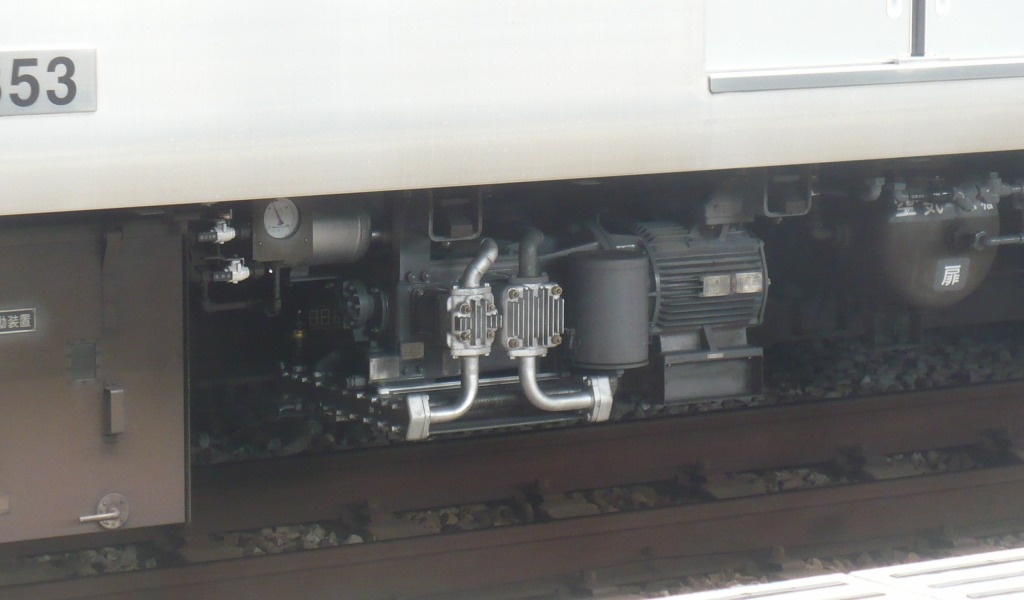
ナブコ製 電動空気圧縮機 レシプロ式 A1544B-HS20-4
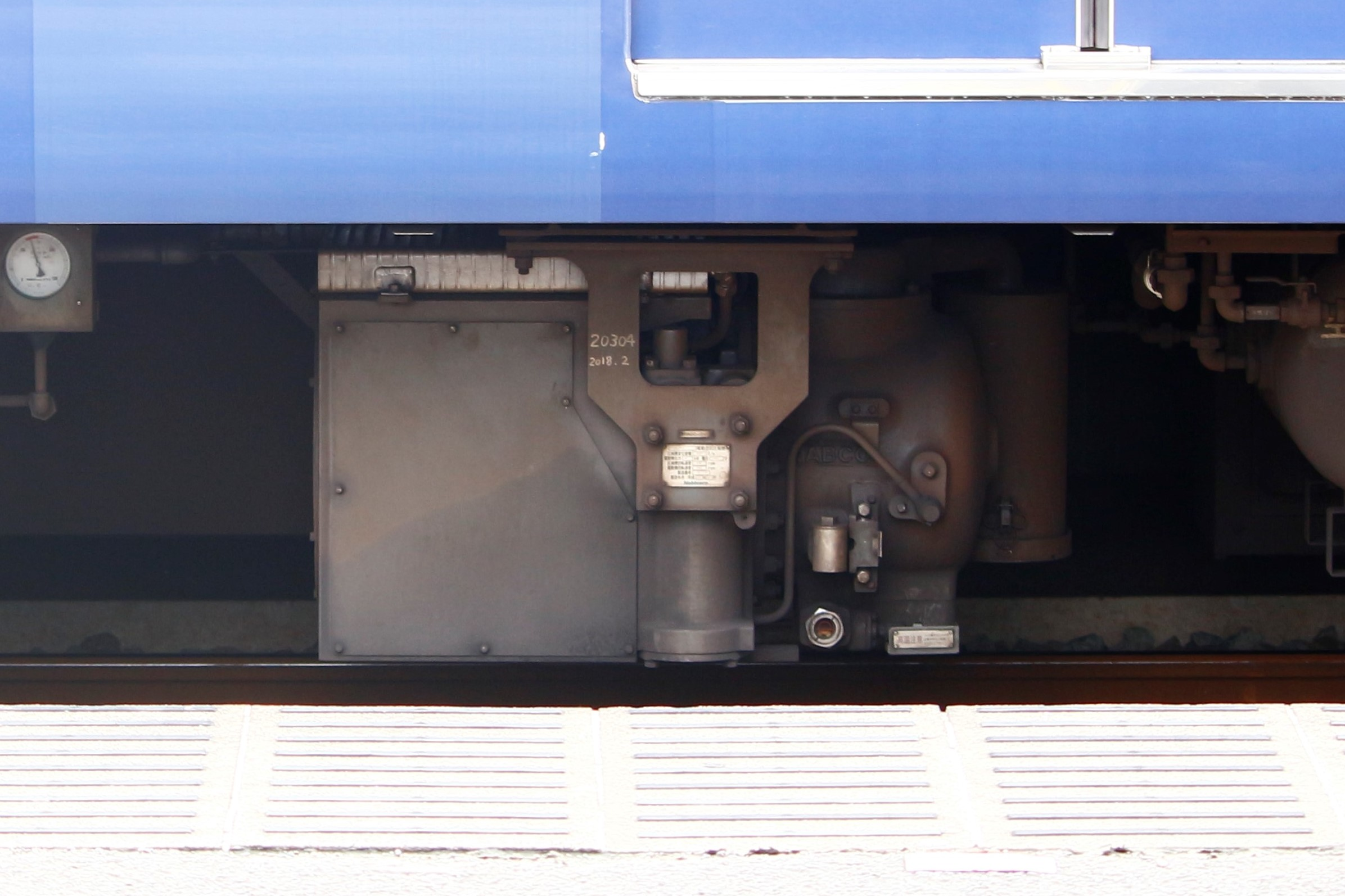
ナブテスコ製 電動空気圧縮機 スクリュー式 AR1444-RW20
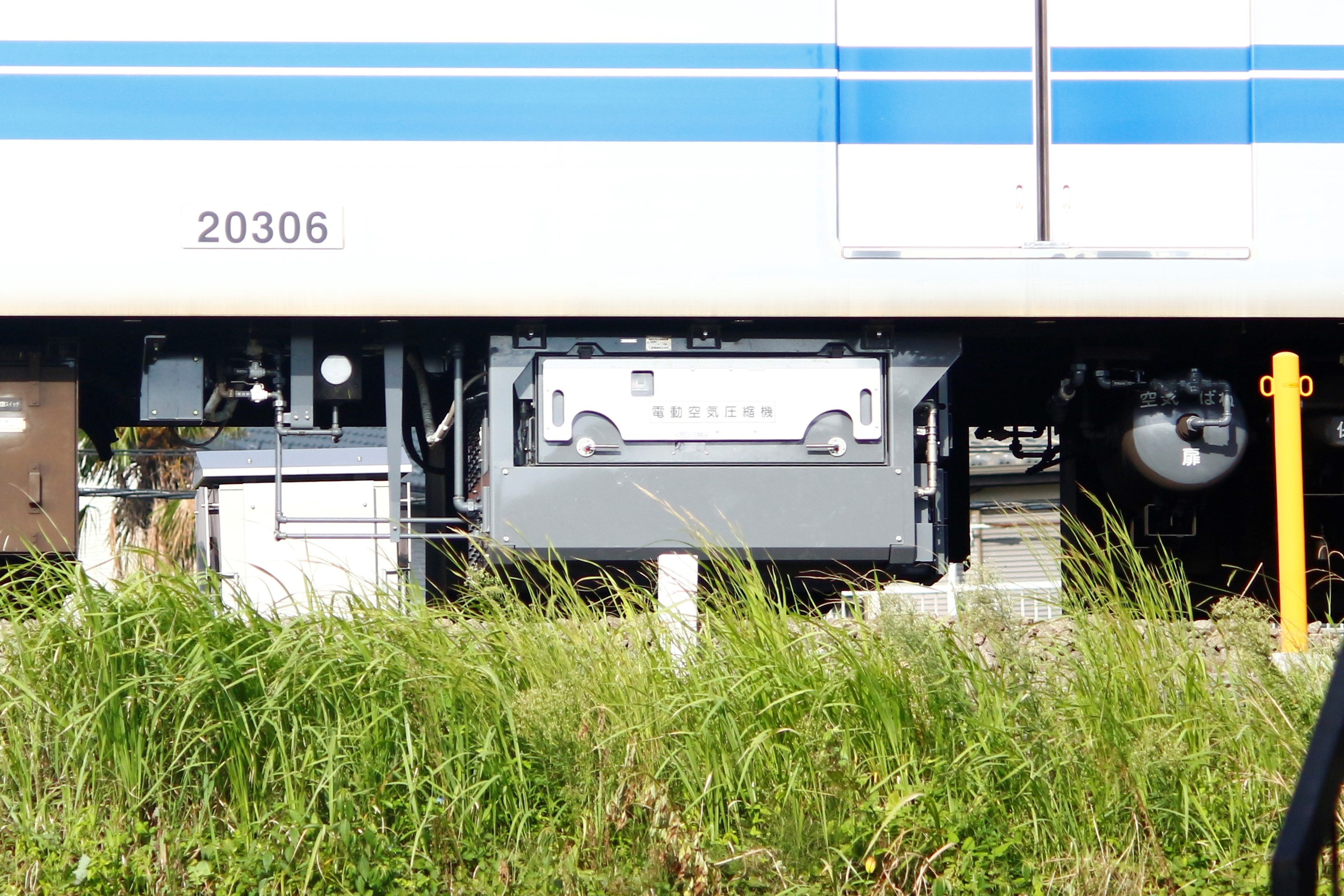
三菱電機製 電動空気圧縮機装置 スクロール式 URC2000HD-I
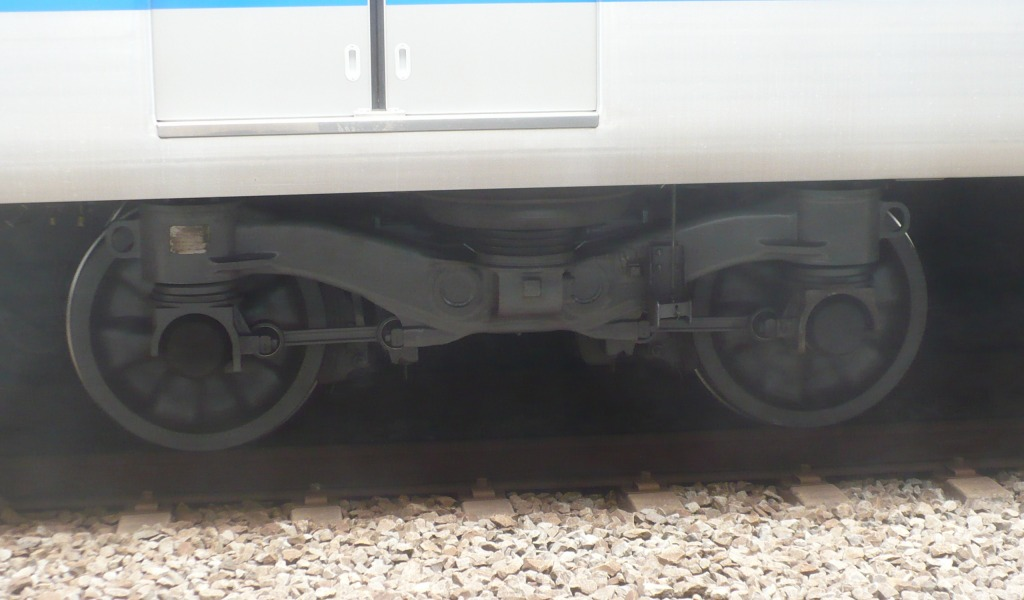
電動台車（SS150A）
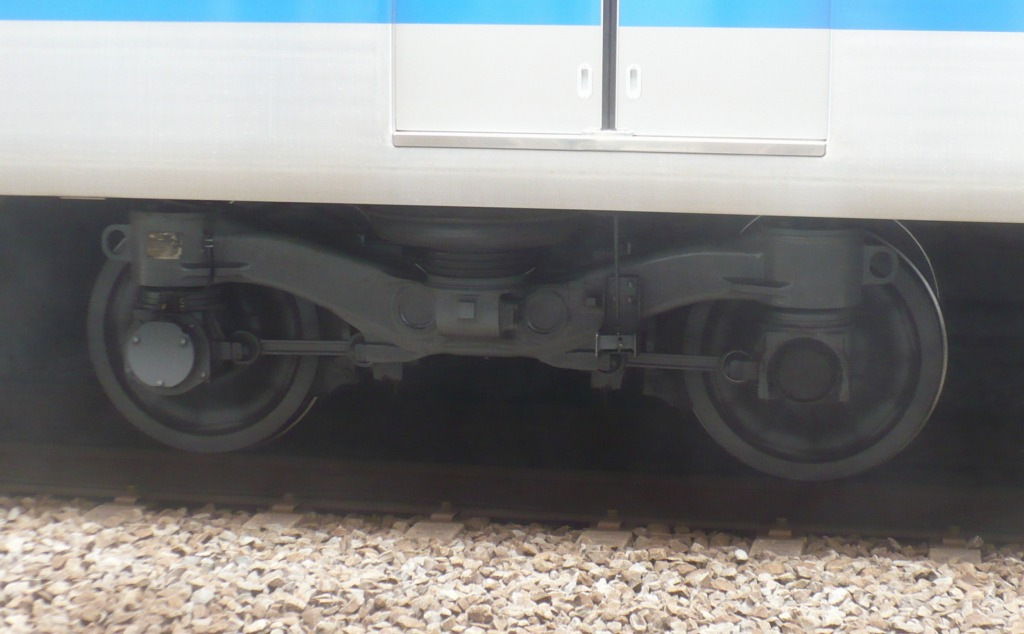
付随台車（SS050A）

集電装置はシングルアーム式のPT7116-Bを新たに採用した。本体には下降検知装置を、また避雷器には動作表示器を備え、小保守化を図っている。主制御器を搭載するM1,M3,M5の飯能方に各1基搭載、1編成あたりの搭載数は10両編成で3基、8両編成で2基となる。
台車は6000系50番台後期車とほぼ同じ構造の住友金属工業製のモノリンク式ボルスタレス台車を採用する。1 - 3次車はSS150A・SS050Aを、4 - 7次車は床面高さの低下に対応したSS150B・SS050Bを装備。基礎ブレーキには片押し式のユニットブレーキが採用されている。さらに各車両には車輪の滑走を防止する滑走防止制御装置が設けられており、各軸に速度センサを備えている。付随台車では軸端部（台車向かって左側）、電動台車では主電動機センサのセンサを使用する。
冷房装置は三菱電機製の集中式で、能力は48.84 kW (42,000 kcal/h) の装置を搭載している。1,2次車はCU72Jであったが、3次車からは冷媒に代替フロンを使用したCU722へ変更された。なお、この装置は6000系のものとも互換性があるが、本系列のものはオーバーヘッドヒーター内蔵型である。なお、CU72J搭載車は後にCU722Aへ更新されている。こちらも従来機種との互換性があり、CU722と相互に載せ替えられることもある。
車内の冷風吹き出しはラインフロー方式とし、補助送風機を各車7台設けている。
先頭部の連結器は密着連結器であり、10両編成は全編成でCSD90を使用する。8両編成については20151編成では10両編成と同じCSD90だが、以降の編成では伸縮式（格納式）のCSD105へと変更され、胴受もこれに対応するものとなっている。通勤型車両では異例となる収納式連結器の採用だが、これには2つの理由がある。1つは従来車より全長が長くなっていること、そしてもう1つは列車の停止位置すぐに踏切がある駅の存在（新宿線の上井草駅など）で、この2つが組み合わさることによって連結器が通行人と接触する恐れが生じるためである。通常の連結器を有する20151編成についても連結器カバーを取り付ける対策がとられており、異色を放っている。
さらに細かい形態差として、8両編成のうち3次車以降は先端形状が変更されているほか、床面高さが変更された4次車以降は胴受の形状もそれぞれ若干の違いがある。
中間部の連結器はボルト締めの半永久連結器（CSE50）となる。なお1次車は当初、一部に丸形密着連結器を使用していた。これは車両基地のピット線の長さの都合によって検査時に分割する必要があったためで、2010年頃までに半永久連結器に統一されている。
連結器の高さは880 mmだが、4次車以降の中間部は床面高さの変更により850 mmとなっている。

## 製造時期による差異
1次車（1999年度製 20101・20151編成）
床敷物の色が異なり、経年により黄色がかっているのが大きな特徴。また貫通扉の窓の固定方式が異なる。このほかパンタグラフからの母線配管が2本であったり、屋根の雨樋カバーの形状が異なる、妻窓のR部分（車内側）にアルミの板材が張られているなど細部の特徴が多い。一部の中間連結部に丸形密着連結器を使用していたのと、10両編成のT2車にCPを搭載していたのも本グループのみである。
2次車（2000年度製 20152・20153編成）
8両編成の連結器が伸縮式（先割れの独特な形状）に変更されたほか、床面のグレーを濃く変更。また当初の特徴として前面の塗色が変更されており、若干薄い色になるとともに、スカートもこの色へ揃えられた。
3次車（2001年度製 20154 - 20156編成）
8両編成の伸縮式連結器の先端形状が変更、また空調装置がCU722に、M6車のCP空気圧縮機がRW20にそれぞれ変更された。
4次車（2002年度製 20102 - 20104編成）
床面高さを30 mm低下させた。車体そのものの位置を下げる形となっており、先頭部の連結器やパンタグラフは絶対的な高さを維持するためこの周辺の造作に違いがみられる。また台車形式が変更された。
これに加え、車内では7人掛け座席にスタンションポールを設置、床下ではCPがRW20へ統一されている。細部では妻面の自重銘板と検査表記が省略されたほか屋根への手掛・足掛がパンタグラフ隣接部を除き省略されるようになった。またパンタグラフからの配管の取り回しが変更、2・3次車も一部車両はこのタイプへ改造されている。
5次車（2003年度製 20105・20106編成）
座席端の袖仕切が大型のパネルに変更、車内の印象が変わっている。また先頭車の車椅子スペースに収納座席を設置した。さらに優先席部の荷棚とつり革を低下させ、スタンションポールも増強するなどバリアフリーを強化している。このほか床面の色も再度変更、座席下ドアコックフタの形状やパンタ配管の固定方法など細部にも変化がある。
なお優先席については20105編成の竣工直前に配置ルールが変更され、数が増加している。本グループの編成では荷棚とつり革高さの変更は増強前の配置で行われており、増強箇所では一般席の仕様となっている。
6次車（2004年度製 20107・20157編成）
優先席の増強を反映した設計とされた。また床面高さ変更後の8両編成は本グループの20157編成が初で、新タイプの胴受が用いられている。
7次車（2005年度製 20108・20158編成）
大きな変更はない。

## 改造工事
- 空気圧縮機の取替
  - 一部車両のHS20-4をRW20に交換（2000年代前半頃）
    - 20101・20151・20152編成、20953号車で実施。

  - URC2000HD-Iへの更新（2019 - 2022年度）
    - 20306・20307号車は2019年に武蔵丘車両検修場での全般検査と同時に実施。
    - 2020年度から2022年度にかけて全般検査を受けた全ての車両で実施したほか、並行して玉川上水車両基地でも実施。基本は編成単位での実施だが、20105 - 20107の3編成のみ1両ずつ施工された。10月の20905号車をもって全車の更新が完了した。
- 空調装置交換
  - 1・2次車のCU72JがCU722Aへ更新された他、オーバーホールなどによる交換が随時実施される。
- 通風器撤去
  - 20153編成では2015年夏に5号車後位側の1つを撤去し2022年1月に8号車に搭載されていた2つを撤去、20103編成では2016年4月に全て撤去、20156編成では2018年7月にパンタに隣接するものを除き全て撤去。いずれも全般検査と同時に施工。
- 列車情報装置取付[注 14]（2003 - 2005年度）
- 優先席配置変更[25][注 14]（2003年）
  - マナー案内の変更にあわせて「優先席付近」を明確にするため、既存優先席の向かい側を新たに優先席とした。1両につき1ヶ所（3席）から2ヶ所（6席）へ増加している。
- 優先席付近の吊革を黄色へ変更[注 14]（2005年）
- ATS装置更新[注 14]（2005 - 2008年度）
- 青色の色調変更（2014 - 2020年度/全般検査時）
- 種別・行先表示器フルカラー化（2015 - 2016年）[19]
- 列車無線の更新[注 14]（2019 - 2020年）
- 前照灯LED化（2019年度）[19]
  - 6月に20105・20101・20151編成に施工した後、12月から1月にかけて残る全編成に施工された。30000系と並行して実施。
- VVVF更新（2021 - 2023年度）[26]
  - VVVFインバータ装置をはじめとする主回路機器の内部を更新し、「○○年度更新」の表示が追加されている。2021年度以降に全般検査を受けた全ての車両であわせて実施しているほか、玉川上水車両基地でも実施。
- 非常ハシゴ設置（2022年）
  - 10両編成では1・4・7・10号車、8両編成では1・4・7号車の床下に搭載。2021年11月より未搭載編成の運転台に「非常ハシゴ未搭載」の表示が開始され、翌年3月から8月ごろにかけて設置を実施。20101・20102編成では1・4号車のみ搭載している状態もみられた。
- ドライブレコーダー設置[注 14]（2022年度 - ）
  - 運転台にAdkitを設置。2022年冬頃に20101・20104編成で試験的に設置、2024年頃から本格的な設置が始まった。
- 車内防犯カメラ設置[注 14]（2023年度下期）
  - MOYAI製の室内灯一体型が用いられており、当該箇所の室内灯は既存のものと色合いが若干異なる。ドア直前の千鳥配置（予備灯兼用箇所）。

## 運用
池袋線系統・新宿線系統の双方で、8両編成は各駅停車、10両編成は優等列車を中心にそれぞれ使用されている。本系列は2・4・6両編成が存在しないため、多摩湖線萩山以南および国分寺線での運用はない。過去には西武園線での運用（新宿線との直通運転）もあったが、後述の脱線事故を受けて直後に取りやめられた。
西武では路線間や車両基地間での貸出・転属がよく行われており、8両編成は2010年から20151 - 20153・20158編成が池袋線系、20154 - 20157編成が新宿線系に所属する体系が守られているが、10両編成の所属・運用線区は安定していない。

### 運用の変遷

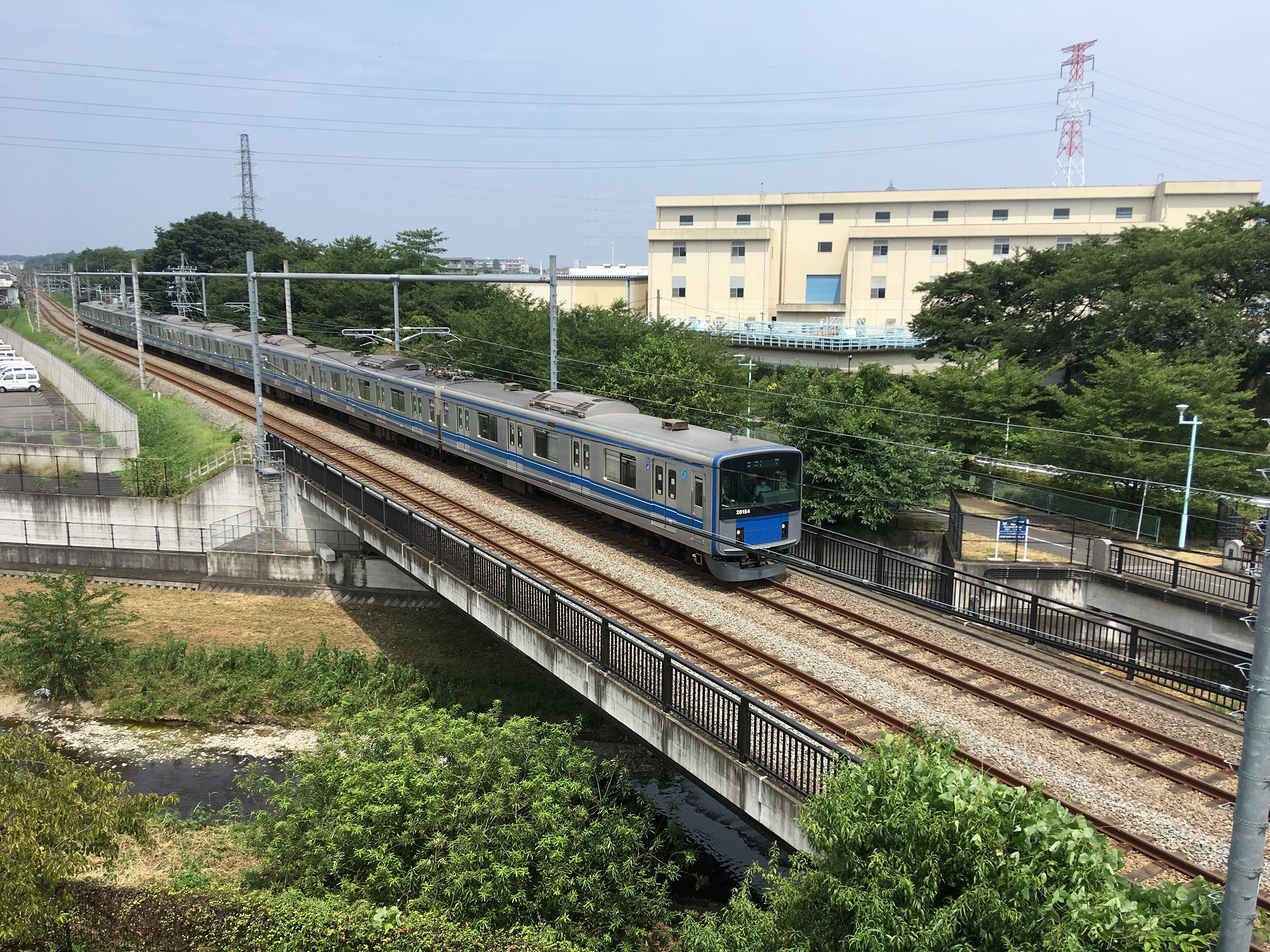
多摩湖線内（八坂 - 武蔵大和間）を走る20000系（2020年8月10日）

1999年（平成11年）10月に最初の編成が落成し、2000年2月21日の一般営業運転開始まで乗務員の習熟運転が実施された。2000年（平成12年）2月20日には本系列のデビューを記念し、20101編成を使用した臨時快速急行列車として西武新宿 - 西武球場前間を1往復走行し、西武球場前駅では撮影会が実施された。また、乗車記念として硬券の記念乗車券も発売された。このイベント運転時には「20000系デビュー 環境にやさしい 人にやさしい」と書かれた特製ヘッドマークを掲出して運転され、翌21日からの一般営業運転日にも掲出され、2月29日まで掲出して運転された。
営業運転開始時は新宿線のみ配置されたが、2002年（平成14年）9月9日からは池袋線でも営業運転が開始された。なおこれは当時新宿線所属だった20101編成と20151編成を借り入れて前倒しという形でのデビューとなっている。11月に20102編成が池袋線所属で落成し、20101編成は新宿線に返却されたが、20151編成はそのまま3月に池袋線所属となった。
登場から長らく飯能 - 吾野間および西武秩父線への入線もほとんどなかったが、8両編成は2010年3月のダイヤ改正から2000系と共に土休日の西武秩父→池袋の快速急行に充当されるようになった。このダイヤ改正以前では、2000年10月に開催された「西武トレインフェスティバル2000 in 横瀬」の臨時列車として西武秩父線を初走行し、毎年12月3日に埼玉県秩父市で開催される秩父夜祭や同市にある羊山公園の芝桜が見頃になる4月上旬から5月上旬にかけて、およびイベントのために臨時列車として、8両編成が池袋線飯能 - 吾野間および西武秩父線に入線したことがある。
2020年度から2022年度の間、40000系0番台の運用都合上、新宿線系の10両編成のうちいずれか2編成が池袋線系へ貸し出される状態となっていた（詳細は40000系の記事を参照）。

### ラッピング等
沿線でイベントが開催される際にヘッドマークを装着することがある。2005年 - 2007年の「西武トレインフェスティバル」にも本系列が臨時列車に充当され、その年ごとに異なるヘッドマークが装着された。2008年3月1日から3月17日まで開催された「ねりたんアニメプロジェクト in 大泉」では20108編成（10日以降は20107編成）が、3月15日からの「ガンダムモニュメント」では20154編成がそれぞれヘッドマークを装着した。
また、2014年7月から8月にかけての夏休み期間中（20152編成）と同年12月19日から2015年2月15日（20158編成）まで『妖怪ウォッチ』のラッピング編成として運転していた。夏休み期間中は池袋線系統（池袋線・狭山線・豊島線）のみだったが、冬期間中は池袋線系統に加えて新宿線系統（新宿線・拝島線・多摩湖線）にも運転されている。新宿線系統での運転する際は、新宿線所属の20157編成と交換する形で池袋線に貸出している。

### 脱線事故
2011年12月24日に東村山駅の構内で発生した脱線事故は本系列の20156編成の7号車（モハ20956）が当該車両となっている。事故の詳細は西武新宿線東村山駅列車脱線事故を参照。
事故後の同編成は南入曽車両基地に留置され、年度末には一時的に1 - 5号車が小手指車両基地へ回送された。2012年8月に試運転の後武蔵丘車両検修場へ入場、9月には全般検査を終えて運用に復帰している。

## 特別装飾編成
前述の通りラッピングやヘッドマークの掲出が随時行われている。中でも車両全体にラッピングが行われたいわゆるフルラッピングの事例を以下に示す。

### 新「銀河鉄道999デザイン電車」
20158編成は以前「銀河鉄道999デザイン電車」として運行されていた。松本零士の漫画『銀河鉄道999』に登場する主要キャラクターをラッピングしたもので、過去に3000系で運行されていたものが復活する形となっている。前面の意匠はほぼ変わらないが、デザインは新たに描き下された。また今回は練馬区が協力しており、緑豊かな練馬区の魅力を発信するためベースカラーを「NERIMA GREEN（ねりまグリーン）」としている。3000系と異なり、車両番号の表記に変化はない。運行期間中の2016年12月には、他編成と同じく行先表示器のフルカラー化が実施された。
2016年10月8日から2019年3月28日まで主に池袋線系統で運行し、稀に新宿線への貸出も行われた。運行開始初日には豊島園駅でデビュー記念イベントが開催され、運行終了直前の2019年3月24日には豊島園駅のほか、としまえんでさよならイベントが開催された。どちらも記念列車の運行が行われている。

なおこのラッピングを引き継ぐ形で、としまえんのアトラクション「チャレンジトレイン」に存在する20000系モデルの車両に同様のラッピングが行われている。これは実車のさよならイベントの際に除幕式が行われ、2020年8月の閉園まで使用された。

### 三代目「L-train」
20104編成・20105編成は車体ラッピング等を施し、三代目「L-train」として運行している。初代の3000系や二代目の9000系と同じく埼玉西武ライオンズの球団色「レジェンドブルー」を基調にライオンズの球団ロゴを入れたデザインであるが、今回はフルラッピングでの表現となり、また側面のロゴが戸袋部に配置されるなどの変化が出ている。色調は初代と二代目の中間程度になり、号車表示は二代目とほぼ同じデザインである。車両番号表記に変化はない。また、今回は新たに車内の装飾が行われており、座席背ずり部のモケットを変更、また貫通扉窓にペットマークロゴを掲出しているほか、3月末には床面への野球ボールステッカー貼付が行われている。
2018年1月14日より新宿線系統の20104編成が運行開始。続けて1月21日には同じく新宿線系統の20105編成にもラッピングされ、20104編成は池袋線系統へ転属した。以降は20105編成が新宿線系統、20104編成が池袋線系統で運行されている。
2025年3月には40000系による四代目が登場し、同年5月18日には池袋線系統（20104編成）の運行を終了した。

#### デザイン変更
2020年3月から2025年5月まで、一部のデザインを変更して運行していた。デザイン変更の経過を以下に示す。またデザインとは異なるが外観上の変化として、2019年から2020年にかけて他編成と同じく前照灯のLED化、列車無線の更新、青塗装の色調変更が行われている。
ライオンズ70周年記念
2020年3月から2022年1月までの間、ライオンズ命名70周年を記念した「ライオンズ70周年シリーズ」にあわせて実施。
車体側面2箇所（2・3番ドア間の戸袋部）のデザインを変更し、ライオンズの往年・現役選手の写真を70周年ロゴとあわせて掲出するとともに、前面にも70周年記念ロゴのヘッドマークを設置した。池袋線の20104編成は2020年3月9日から、新宿線の20105編成は運用離脱のため若干遅い4月5日からの運行開始となった。
選手は号車別に2名（ただし9・10号車のみ4名）で計24名。1両の片面2箇所のうち飯能・西武新宿方に往年の選手、池袋・本川越方に現役の選手をデザインしている。
|                 | 1号車                                                    | 2号車                                                    | 3号車                                                    | 4号車                                                    | 5号車                                                    | 6号車                                                    | 7号車                                                    | 8号車                                                    | 9号車                                                    | 10号車                                                   |
| 飯能方 （往年） | 東尾修                                                   | 秋山幸二                                                 | 石毛宏典                                                 | 中西太                                                   | デストラーデ                                             | 田淵幸一                                                 | 郭泰源                                                   | 渡辺久信                                                 | 松井稼頭央 (R) 辻発彦 (L)                                | 稲尾和久 (R) 鹿取義隆 (L)                                |
| 池袋方 （現役） | 松坂大輔                                                 | 栗山巧                                                   | 源田壮亮                                                 | 中村剛也                                                 | 山川穂高                                                 | 森友哉                                                   | 今井達也                                                 | 髙橋光成                                                 | 金子侑司 (R) 外崎修汰 (L)                                | 平井克典 (R) 増田達至 (L)                                |
| 備考            | (R)：飯能に向かって右の側面、(L)：飯能に向かって左の側面 | (R)：飯能に向かって右の側面、(L)：飯能に向かって左の側面 | (R)：飯能に向かって右の側面、(L)：飯能に向かって左の側面 | (R)：飯能に向かって右の側面、(L)：飯能に向かって左の側面 | (R)：飯能に向かって右の側面、(L)：飯能に向かって左の側面 | (R)：飯能に向かって右の側面、(L)：飯能に向かって左の側面 | (R)：飯能に向かって右の側面、(L)：飯能に向かって左の側面 | (R)：飯能に向かって右の側面、(L)：飯能に向かって左の側面 | (R)：飯能に向かって右の側面、(L)：飯能に向かって左の側面 | (R)：飯能に向かって右の側面、(L)：飯能に向かって左の側面 |

2022年以降
70周年記念デザイン終了後は、これと同様に現役選手のラッピングが行われている。選手のラッピングは2022年・2023年・2024年の各シーズンごとにデザインの変更が行われた。
- 2022年：1月上旬、70周年記念デザインの終了に際して変更[37][38]。新宿線の20105編成が予定通り1月8日から、池袋線の20104編成は1日遅れて1月10日から新デザインでの運行を開始。
  - 1両の片面2箇所に各2名、計20名の選手が背番号とあわせてデザインされた。
- 2023年：3月下旬にデザイン変更[39][40]。新宿線の20105編成が予定通り3月26日から、池袋線の20104編成は2日遅れて3月27日から運行を開始した。
  - 選手は号車別に1名の計10名となった。1両の片面2箇所のうち飯能方に選手の写真、池袋方にレオマークとあわせて背番号と名前が大きくデザインされている。
  - 途中、4号車にデザインされていた山川穂高の不祥事により5月から1か月ほど運用を離れ、6月に当該箇所を今井達也に変更し運用に復帰した。
- 2024年：3月中旬にデザイン変更[41][42]。新宿線の20105編成が予定より1日遅れて3月16日から、池袋線の20104編成は1日早い3月20日から運行を開始した。
  - デザインと選手を一新。デザインの構成要素は前年と概ね変わらない。
- 2025年：池袋線の20104編成は5月18日で「L-train」としての運行を終了、新宿線の20105編成は5月30日で選手のラッピングを終了。

| 2022年Ver（車両は「左から数えてn両目」。選手は上段が左側、下段が右側。） | 2022年Ver（車両は「左から数えてn両目」。選手は上段が左側、下段が右側。） | 2022年Ver（車両は「左から数えてn両目」。選手は上段が左側、下段が右側。） | 2022年Ver（車両は「左から数えてn両目」。選手は上段が左側、下段が右側。） | 2022年Ver（車両は「左から数えてn両目」。選手は上段が左側、下段が右側。） | 2022年Ver（車両は「左から数えてn両目」。選手は上段が左側、下段が右側。） | 2022年Ver（車両は「左から数えてn両目」。選手は上段が左側、下段が右側。） | 2022年Ver（車両は「左から数えてn両目」。選手は上段が左側、下段が右側。） | 2022年Ver（車両は「左から数えてn両目」。選手は上段が左側、下段が右側。） | 2022年Ver（車両は「左から数えてn両目」。選手は上段が左側、下段が右側。） |
| 1両目                                                                    | 2両目                                                                    | 3両目                                                                    | 4両目                                                                    | 5両目                                                                    | 6両目                                                                    | 7両目                                                                    | 8両目                                                                    | 9両目                                                                    | 10両目                                                                   |
| ------------------------------------------------------------------------ | ------------------------------------------------------------------------ | ------------------------------------------------------------------------ | ------------------------------------------------------------------------ | ------------------------------------------------------------------------ | ------------------------------------------------------------------------ | ------------------------------------------------------------------------ | ------------------------------------------------------------------------ | ------------------------------------------------------------------------ | ------------------------------------------------------------------------ |
| 栗山巧 (1)                                                               | 源田壮亮 (6)                                                             | 髙橋光成 (13)                                                            | 森友哉 (10)                                                              | 金子侑司 (7)                                                             | 増田達至 (14)                                                            | 呉念庭 (39)                                                              | 平井克典 (25)                                                            | 若林楽人 (35)                                                            | 渡邉勇太朗 (12)                                                          |
| 中村剛也 (60)                                                            | 外崎修汰 (5)                                                             | 今井達也 (11)                                                            | 山川穂高 (3)                                                             | 川越誠司 (72)                                                            | 平良海馬 (61)                                                            | 愛斗 (53)                                                                | 森脇亮介 (28)                                                            | 岸潤一郎 (68)                                                            | 松本航 (17)                                                              |
| 2023年Ver                                                                |                                                                          |                                                                          |                                                                          |                                                                          |                                                                          |                                                                          |                                                                          |                                                                          |                                                                          |
| 1号車                                                                    | 2号車                                                                    | 3号車                                                                    | 4号車                                                                    | 5号車                                                                    | 6号車                                                                    | 7号車                                                                    | 8号車                                                                    | 9号車                                                                    | 10号車                                                                   |
| 松井稼頭央 (77,監督)                                                     | 源田壮亮 (6)                                                             | 髙橋光成 (13)                                                            | 山川穂高 (3) → 今井達也 (48)                                             | 平良海馬 (61)                                                            | 外崎修汰 (5)                                                             | 水上由伸 (69)                                                            | 栗山巧 (1)                                                               | 増田達至 (14)                                                            | 中村剛也 (60)                                                            |
| 2024年Ver                                                                |                                                                          |                                                                          |                                                                          |                                                                          |                                                                          |                                                                          |                                                                          |                                                                          |                                                                          |
| 1号車                                                                    | 2号車                                                                    | 3号車                                                                    | 4号車                                                                    | 5号車                                                                    | 6号車                                                                    | 7号車                                                                    | 8号車                                                                    | 9号車                                                                    | 10号車                                                                   |
| 中村剛也 (60)                                                            | 蛭間拓哉 (9)                                                             | 平良海馬 (61)                                                            | 外崎修汰 (5)                                                             | 髙橋光成 (13)                                                            | 源田壮亮 (6)                                                             | 今井達也 (48)                                                            | 隅田知一郎 (16)                                                          | 平井克典 (25)                                                            | 栗山巧 (1)                                                               |

### スタジオツアー東京 エクスプレス

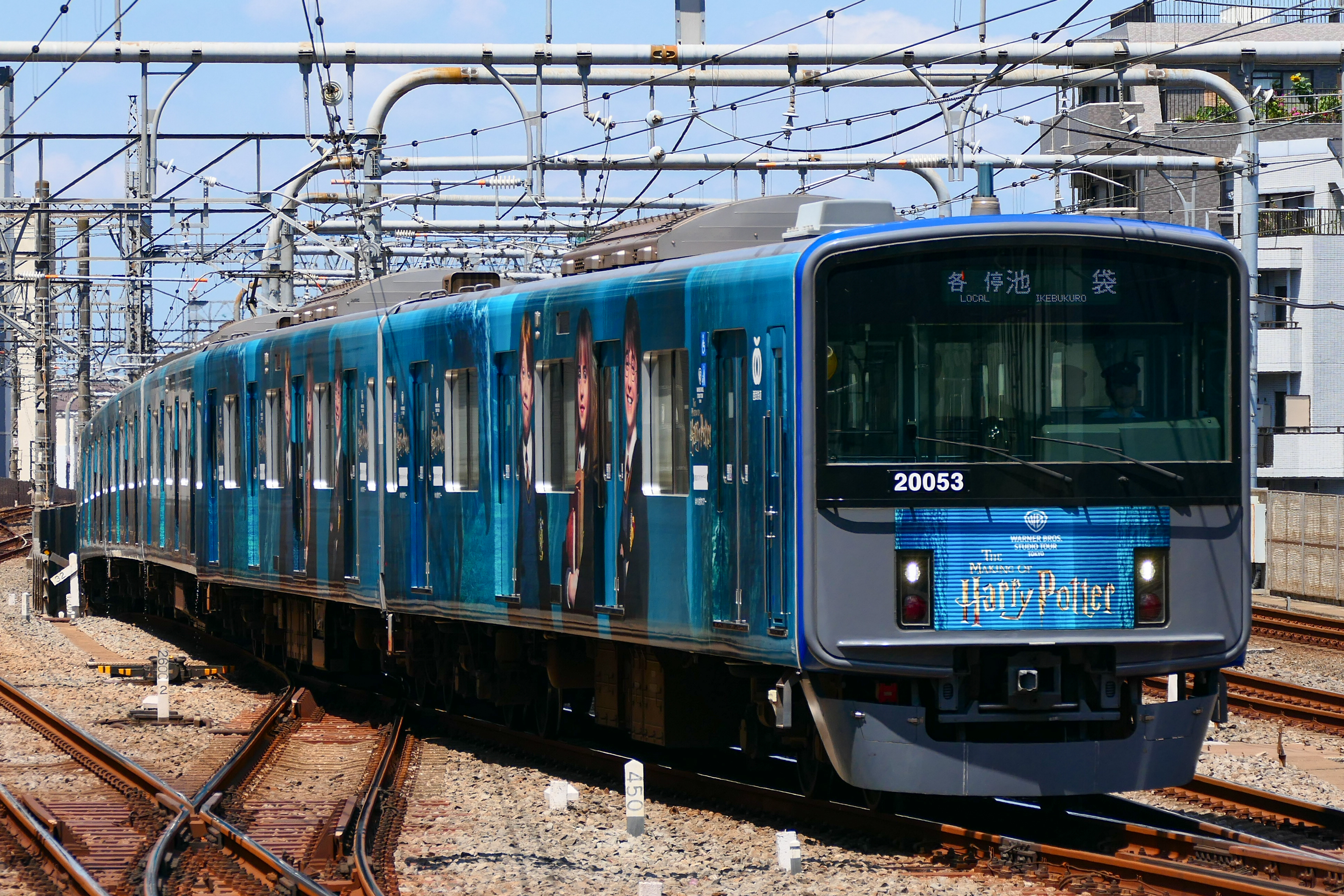
「スタジオツアー東京 エクスプレス」ラッピングの20153編成
（2023年7月23日 練馬駅）

20152編成・20153編成・20158編成は「スタジオツアー東京 エクスプレス」として運行している。2023年6月16日に開業した「ワーナーブラザース スタジオツアー東京 ‐ メイキング・オブ・ハリー・ポッター」に合わせて映画『ハリー・ポッター』の主要キャストのラッピングを施したもの。
2023年5月16日より池袋線系統で運行を開始。同年秋には10月8日から11月26日の期間限定で、20152編成が新宿線系統で運行した。

## 編成
10両編成8本（80両）と8両編成8本（64両）の計144両が在籍する。

### 編成表
10両編成
|          | ← 飯能・西武球場前池袋 → ← 西武新宿本川越・拝島 → |                     |                  |                  |                     |                  |                  |                     |                  |                   |
| 号車     | 1                                                 | 2                   | 3                | 4                | 5                   | 6                | 7                | 8                   | 9                | 10                |
| 形式     | クハ20100 （Tc1）                                 | ＜ モハ20200 （M1） | モハ20300 （M2） | サハ20400 （T1） | ＜ モハ20500 （M3） | サハ20600 （T2） | サハ20700 （T3） | ＜ モハ20800 （M5） | モハ20900 （M6） | クハ20000 （Tc2） |
| 機器配置 |                                                   | VVVF2               | SIV,CP,BT        |                  | VVVF1               | ※                |                  | VVVF2               | SIV,CP,BT        |                   |
| 車内設備 | ♿︎α 女性専用車                                    | ♿︎ 弱冷房車         |                  |                  |                     |                  |                  |                     | ♿︎               | ♿︎α               |
| 自重     | 25.7t                                             | 33.6t               | 32.5t            | 23.6t            | 32.3t               | 24.6t            | 23.7t            | 33.6t               | 32.5t            | 25.7t             |
| 車両番号 | 20101 ： 20108                                    | 20201 ： 20208      | 20301 ： 20308   | 20401 ： 20408   | 20501 ： 20508      | 20601 ： 20608   | 20701 ： 20708   | 20801 ： 20808      | 20901 ： 20908   | 20001 ： 20008    |

- ※20601号車は当初CP搭載

8両編成
|          | ← 飯能・豊島園・西武球場前池袋・西武秩父 → ← 西武新宿本川越・拝島・多摩湖（西武園 ） → |                     |                  |                  |                  |                     |                  |                   |
| 号車     | 1                                                                                      | 2                   | 3                | 4                | 5                | 6                   | 7                | 8                 |
| 形式     | クハ20100 （Tc1）                                                                      | ＜ モハ20200 （M1） | モハ20300 （M2） | サハ20400 （T1） | サハ20700 （T3） | ＜ モハ20800 （M5） | モハ20900 （M6） | クハ20000 （Tc2） |
| 機器配置 |                                                                                        | VVVF2               | SIV,CP,BT        |                  |                  | VVVF2               | SIV,CP,BT        |                   |
| 車内設備 | ♿︎α                                                                                    | ♿︎ 弱冷房車         |                  |                  |                  |                     | ♿︎               | ♿︎α               |
| 自重     | 25.7t                                                                                  | 33.6t               | 32.3t            | 23.6t            | 23.7t            | 33.6t               | 32.3t            | 25.7t             |
| 車両番号 | 20151 ： 20158                                                                         | 20251 ： 20258      | 20351 ： 20358   | 20451 ： 20458   | 20751 ： 20758   | 20851 ： 20858      | 20951 ： 20958   | 20051 ： 20058    |

- 車内設備配置（女性専用車は10両編成のみ・カッコ内の号車は8両編成の場合）

| 1号車  | 1号車      | 1号車      | 1号車      | 1号車      | 2号車    | 2号車    | 2号車    | 2号車    | 2号車    | 3・5・7号車 | 3・5・7号車 | 3・5・7号車 | 3・5・7号車 | 3・5・7号車 | 4・6・8号車 | 4・6・8号車 | 4・6・8号車 | 4・6・8号車 | 4・6・8号車 | 9(7)号車 | 9(7)号車 | 9(7)号車 | 9(7)号車 | 9(7)号車 | 10(8)号車 | 10(8)号車 | 10(8)号車 | 10(8)号車 | 10(8)号車 |
| ------ | ---------- | ---------- | ---------- | ---------- | -------- | -------- | -------- | -------- | -------- | ----------- | ----------- | ----------- | ----------- | ----------- | ----------- | ----------- | ----------- | ----------- | ----------- | -------- | -------- | -------- | -------- | -------- | --------- | --------- | --------- | --------- | --------- |
| 運転台 |            |            |            | 優         | 優       |          |          |          | ♿︎       |             |             |             |             | 優          | 優          |             |             |             |             | ♿︎       |          |          |          | 優       | 優        |           |           |           | 運転台    |
| 運転台 | 女性専用車 | 女性専用車 | 女性専用車 | 女性専用車 | 弱冷房車 | 弱冷房車 | 弱冷房車 | 弱冷房車 | 弱冷房車 |             |             |             |             |             |             |             |             |             |             |          |          |          |          |          |           |           |           |           | 運転台    |
| 運転台 | ♿︎ α       |            |            | 優         | 優       |          |          |          |          |             |             |             |             | 優          | 優          |             |             |             |             |          |          |          |          | 優       | 優        |           |           | ♿︎ α      | 運転台    |

凡例
- VVVF2：主制御器（VVVFインバータ/1C4M2群）
- VVVF1：主制御器（VVVFインバータ/1C4M1群）
- SIV：補助電源装置（静止形インバータ）
- CP：電動空気圧縮機
- BT：蓄電池
- ♿︎：車椅子スペース
- ♿︎ α：車椅子スペース（5次車以降は収納座席あり）
- 優：優先席

### 各編成の状況
- 所属は2025年4月1日現在[51]

| 編成      | 編成両数 | 所属所   | その他・備考                  |
| --------- | -------- | -------- | ----------------------------- |
| 20101編成 | 10両     | 武蔵丘   |                               |
| 20102編成 | 10両     | 玉川上水 |                               |
| 20103編成 | 10両     | 武蔵丘   | 通風器全撤去                  |
| 20104編成 | 10両     | 武蔵丘   |                               |
| 20105編成 | 10両     | 玉川上水 | 3代目「L-Train」              |
| 20106編成 | 10両     | 玉川上水 |                               |
| 20107編成 | 10両     | 玉川上水 |                               |
| 20108編成 | 10両     | 玉川上水 |                               |
| 20151編成 | 8両      | 小手指   | 連結器カバー有                |
| 20152編成 | 8両      | 小手指   |                               |
| 20153編成 | 8両      | 小手指   | 通風器一部撤去                |
| 20154編成 | 8両      | 南入曽   |                               |
| 20155編成 | 8両      | 南入曽   | 一部通風器カメラ設置          |
| 20156編成 | 8両      | 南入曽   | 6号車VVVF異形、通風器一部撤去 |
| 20157編成 | 8両      | 南入曽   |                               |
| 20158編成 | 8両      | 小手指   |                               |